# 괴짜가족

《괴짜가족》(일본어: 浦安鉄筋家族 우라야스텟킨카조쿠[*]→우라야스 철근가족 영어: SUPER RADICAL GAG FAMILY)은 하마오카 켄지의 코미디 만화 및 이를 원작으로 한 일본의 애니메이션이다.

## 개요
주간 소년 챔피언에서 1993년에서 2002년까지 연재되었다. 만화책은 총 31권이며 드라마CD나 캐릭터북도 발매된적이 있다. 연재종료 후, 같은 잡지에 속편 원조! 괴짜가족을 연재하였고, 현재는 제 3시리즈 언제나! 원조 괴짜가족이 연재 중이다.

일본 지바현 우라야스시가 주 배경(때에 따라서는 그렇지 않은 경우도 있다.)이다. 주인공 오오사와기 고테츠(국내명:변태지)의 가족과 그 동료들이 펼치는 허둥지둥 코미디 만화. 프로 레슬러나 연예인, 유명 애니메이션이나 만화 주인공등 묻지 않고 모든 인물의 패러디가 자주 등장한다.

## 단행본
- 굵게는 연결된 에피소드.

| 권차                                                                       | 출시일                                                          | 부제 목록 |
| 우당탕탕 괴짜가족 (浦安鉄筋家族) (괴짜가족 1기) (1993년~2002년)            | 우당탕탕 괴짜가족 (浦安鉄筋家族) (괴짜가족 1기) (1993년~2002년) | 우당탕탕 괴짜가족 (浦安鉄筋家族) (괴짜가족 1기) (1993년~2002년) |
| -------------------------------------------------------------------------- | --------------------------------------------------------------- | --- |
| 제1권                                                                      | 1993년 6월 25일 1998년 6월 10일                                 | - 제1화 《못말리는 우리 가족 (鼻毛な奴ら)》 - 제2화 《오락 대결! (ゲームでブー)》 - 제3화 《황야의 결투! (荒野のしぼ―――ん)》 - 제4화 《할아버지의 청춘 (空飛ぶハグキ)》 - 제5화 《새친구 진 (ドイツ人)》 - 제6화 《ボンボンらむーん》 (한국어판에서 제외) - 제7화 《아빠의 새옷 (ゲバーンでズバーン)》 (한국어판의 개정판에서 제외) - 제8화 《외식하는 날 (腹毛が笑う日)》 - 제9화 《화장실 대소동! (ぶりぶりプーリー)》 - 제10화 《레슬러 보보 (ボボラブ)》 - 제11화 《불쌍한 빈집털이 (ボビンな気分)》 - 제12화 《형의 변신 (にーちゃんウータン)》 - 제13화 《한낮의 불청객 (あんとんナッツ)》 - 제14화 《아빠의 금연 (大鉄トゥワイライト)》 - 제15화 《골프 내기! (ホールイン馬鹿)》 (한국어판의 개정판에서 제외) - 제16화 《동물의 왕국 (むつでゾーラム)》 |
| 제2권                                                                      | 1993년 10월 29일 1998년 6월 19일                                | - 제17화 《초밥 전쟁! (マグロGTB)》 - 제18화 《전학생 (転校人)》 - 제19화 《노리코 가족들 (のり子と2匹の野人)》 - 제20화 《고테츠, 부상입다!? (骨がぐちゃぐちゃ)》 (한국어판의 개정판에서 제외) - 제21화 《사상 최대의 대결! (ひげバーサス)》 - 제22화 《안녕들 하십니까? (どーですか?みなさん)》 - 제23화 《비디오 촬영 (コッポラくん)》 - 제24화 《수영장에서 생긴 일 (沈む肉)》 - 제25화 《이상한 아저씨 (奇人くん)》 - 제26화 《퇴마사 등장! (歯肉女)》 - 제27화 《살인더위 (熱い馬糞)》 - 제28화 《곤충 채집 (カブブ)》 - 제29화 《바캉스 (毒海)》 - 제30화 《누나의 사랑 (らむ桜)》 (한국어판의 개정판에서 제외) - 제31화 《집보기 (留守番野人)》 |
| 제3권                                                                      | 1994년 2월 3일 1998년 8월 30일                                  | - 제32화 《종 위의 검은 물체 (瞳の上の黒い物体)》 - 제33화 《이소룡 등장! (春巻)》 - 제34화 《ねぎ》 (한국어판에서 제외) - 제35화 《동물가족 먹이 구하기 (ぶりちん)》 - 제36화 《악동 출현! (鼻からひじき)》 - 제37화 《팬티 소동! (べーやん)》 - 제38화 《갈색물체 (茶色い物体)》 - 제39화 《ジャストンぴーなつ》 (한국어판에서 제외) - 제40화 《공포의 손가락! (くさい指)》 - 제41화 《자폭령 (自爆霊)》 - 제42화 《あっきゅー》 (한국어판에서 제외) - 제43화 《鳴る骨》 (한국어판에서 제외) - 제44화 《개 (いぬーーん)》 - 제45화 《감기조심! (星っ子)》 - 제46화 《달걀 전쟁! (卵争)》 |
| 제4권                                                                      | 1994년 6월 2일 1998년 8월 30일                                  | - 제47화 《サモハン》 (한국어판에서 제외) - 제48화 《대청소 (らーどん)》 - 제49화 《기분나쁜 얼굴 (気持ち悪い顔)》 - 제50화 《언덕타기 (ダンボーラー)》 - 제51화 《비만 (丸い骨)》 - 제52화 《폭설 (ふるえる脳)》 - 제53화 《수상한 경찰관 (泣くな3円)》 - 제54화 《동물 길들이기 (大便大関)》 - 제55화 《赤身》 (한국어판에서 제외) - 제56화 《귀신 소동! (白玉女)》 - 제57화 《맘마 (まんまん)》 - 제58화 《どみそ》 (한국어판에서 제외) - 제59화 《ランドセル太郎》 (한국어판에서 제외) - 제60화 《퇴치! 신문 외판원 (どどめ)》 |
| 제5권                                                                      | 1994년 9월 16일 1998년 10월 9일                                 | - 제61화 《후구오의 아르바이트 (用心無用)》 - 제62화 《그레이트 점보 고릴라 (バンバンブー)》 - 제63화 《난 놀이기구가 싫어! (ゆーえんチンパン)》 - 제64화 《만화가는 힘들어! (ぼにーた)》 - 제65화 《대머리! (脳天)》 - 제66화 《もやし》 (한국어판에서 제외) - 제67화 《조용한(?) 점심시간 (へっぴり)》 - 제68화 《선상 파티! (キド)》 - 제69화 《유우타의 집보기 (みゅー)》 - 제70화 《불발탄 소동! (不発馬鹿)》 - 제71화 《ロッテ》 (한국어판에서 제외) - 제72화 《痛い玉》 (한국어판에서 제외) - 제73화 《진의 소원 (新にーちゃんうータン)》 - 제74화 《여형사 뜨다! (新ボボラブ)》 |
| 제6권                                                                      | 1994년 12월 9일 1998년 11월 5일                                 | - 제75화 《누나 애인의 수난 (らむマン)》 - 제76화 《まんねんポンプ》 (한국어판에서 제외) - 제77화 《梅星》 (한국어판에서 제외) - 제78화 《냄새나는 머리 (くさい頭)》 - 제79화 《유우타, 병나다 (サンボ)》 - 제80화 《보기 아줌마! (らざー)》 - 제81화 《포세이돈 (ポセイドン)》 - 제82화 《땡볕더위 (続·沈む肉)》 - 제83화 《바다로 가자! (アオキ)》 - 제84화 《만화가의 재도전 (ふじまる)》 - 제85화 《남의 얘기를 듣지 않는 남자 (人の話を聞かない男)》 - 제86화 《미이라 (ミイラ)》 - 제87화 《野良ミャオ》 (한국어판에서 제외) - 제88화 《여름엔 수박이 최고! (甘い脳ミソ)》 - 제89화 《온가족의 레슬링 구경 (きも)》 |
| 제7권                                                                      | 1995년 4월 14일 1998년 12월 26일                                | - 제90화 《고기와 쿨피스 (肉とカルピス)》 - 제91화 《손가락 하이파워! (くさい指ハイパワー)》 - 제92화 《악당이 좋아! (PWF)》 - 제93화 《잃어버린 거인의 과거 (ガニア)》 - 제94화 《らむどん》 (한국어판에서 제외) - 제95화 《동물과 함께 사는 사회 (ルスカ)》 - 제96화 《아르바이트 (りゅーまん)》 - 제97화 《벰, 또다시 도전하다! (なまめ)》 - 제98화 《아카네의 자전거 실습 (てる)》 - 제99화 《うる》 (한국어판에서 제외) - 제100화 《거인의 활약! (ブリスコ)》 - 제101화 《鳴る骨2》 (한국어판에서 제외) - 제102화 《산타 크로스는 내 애인 (サルガッソー·ギャー)》 - 제103화 《탁아소의 결투! (コバーンとボーン)》 |
| 제8권                                                                      | 1995년 7월 6일 1999년 2월 25일                                  | - 제104화 《No.1! (鹿取)》 - 제105화 《동물왕국의 이상한 서커스 (ベンジーガンジー)》 - 제106화 《꿀단지 소동! (バニシング IN 馬鹿)》 - 제107화 《MONEY! (こけし)》 - 제108화 《공포의 핵펀치! (シルバ)》 - 제109화 《바보들의 행진 (馬鹿サラダ)》 - 제110화 《황색 바람 (黄色い風)》 - 제111화 《다이어트 (でぶせん)》 - 제112화 《노부집 대습격 (セロハンノーブ)》 - 제113화 《진네 애완견 키우기 (じんまま)》 - 제114화 《고테츠, 병나다 (かどべん)》 - 제115화 《거인 대 거인! (ふじお)》 - 제116화 《新ぼにーた》 (한국어판에서 제외) - 제117화 《脳ミソオペラ》 (한국어판에서 제외) - 제118화 《이소룡의 이웃사촌 (ボボラブ·イン·ドヌーブ)》 |
| 제9권                                                                      | 1995년 10월 13일 1999년 3월 20일                                | - 제119화 《침대 소동! (ふるえるフレッシュ)》 - 제120화 《앗, 나의 실수! (しんま)》 - 제121화 《거인의 애보기 (もも)》 - 제122화 《생각을 바꾸면... (脳を洗えば)》 - 제123화 《マニトウブルース》 (한국어판에서 제외) - 제124화 《우리는 명콤비! (ヒゲダンサー)》 - 제125화 《新ボンボンらむーん》 (한국어판에서 제외) - 제126화 《아빠의 괴력 (大鉄フィーリング)》 - 제127화 《형의 첫 운전 (新てる)》 - 제128화 《포세이돈과의 전투! (そぼろ)》 - 제129화 《タンツボ》 (한국어판에서 제외) - 제130화 《엄마는 아직도 소녀 (新べーやん)》 - 제131화 《엄마의 쇼핑 (ぼんず)》 - 제132화 《아카네의 생일선물 (浦安ラウンド)》 - 제133화 《마사 (マサ)》 |
| 제10권                                                                     | 1995년 12월 22일 1999년 4월 25일                                | - 제134화 《딸꾹질 (えけっ)》 - 제135화 《동물원 나들이 (にかう)》 - 제136화 《애늙은이 (老児)》 - 제137화 《돼지 3총사 (沈む肉3)》 - 제138화 《이소룡, 옥상에서 조난당하다 (新・野良ミャオ)》 - 제139화 《아카네 동생 탄생! (ローズマリー)》 - 제140화 《출산 기념 선물 (ふたりんぐ)》 - 제141화 《벰의 아르바이트 (にっくぼっく)》 - 제142화 《'1'이 좋아! (新・鹿取)》 - 제143화 《빨간 초콜릿 (赤いチョコ)》 - 제144화 《냉동인간 (ケーブル人間)》 - 제145화 《チューインバカ》 (한국어판에서 제외) - 제146화 《벌받은 진 (新日最高)》 - 제147화 《퍼머머리 (スライ頭)》 - 제148화 《엘리베이터 참사 (バイショー)》 |
| 제11권                                                                     | 1996년 5월 17일 1999년 5월 25일                                 | - 제149화 《아들의 배신 (でんぷん)》 - 제150화 《세기의 대결! (便乗太郎)》 - 제151화 《マーピン》 (한국어판에서 제외) - 제152화 《추운 날 (どびん)》 - 제153화 《스웨터 소동! (新サルガッソー・ギャー)》 - 제154화 《신・기분 나쁜 얼굴 (新・気持ちの悪い顔)》 - 제155화 《나이 많은 바보 (年越し馬鹿)》 - 제156화 《野良ミャオ／新たなる戦い》 (한국어판에서 제외) - 제157화 《얼어붙은 아카네 (野良ミャオ／仮死女)》 - 제158화 《삼남매 (東芝)》 - 제159화 《파티 소동! (ぽんこつインフェルノ)》 - 제160화 《고기♪ (ペニー肉)》 - 제161화 《기분 나쁜 초등학생 (気持ちの悪い小学生)》 - 제162화 《아빠 바보! (全温度馬鹿)》 |
| 제12권                                                                     | 1996년 9월 6일 1999년 6월 30일                                  | - 제163화 《불쌍한 벱 아저씨 (鼻ペン)》 - 제164화 《독감 (続・馬鹿サラダ)》 - 제165화 《관장약 (フーナイマン)》 - 제166화 《3류 코미디 (かしわ)》 - 제167화 《하수도에서 생긴 일 (巨大馬鹿)》 - 제168화 《つーはんモンタン》 (한국어판에서 제외) - 제169화 《진품명품 (ガゼール)》 - 제170화 《승부 (める)》 - 제171화 《노부의 배반 (えけっ)》 - 제172화 《작은 신발 (つまさきマンボ)》 - 제173화 《둥근 고기 (丸い肉)》 - 제174화 《弟人間》 (한국어판에서 제외) - 제175화 《씰룩씰룩 (ちくちく)》 - 제176화 《벰 파이팅! (ベムペン)》 - 제177화 《피 바다 (血の海)》 |
| 제13권                                                                     | 1996년 12월 11일 1999년 7월 20일                                | - 제178화 《やんすえ》 (한국어판에서 제외) - 제179화 《똥 밟은 노부 (ウンコ人間)》 - 제180화 《슬픈 형 (小津ワールド)》 - 제181화 《청결 (よごれ)》 - 제182화 《고테츠는 요리사 (走れスジャータ)》 - 제183화 《지옥신문 (新へっぴり)》 - 제184화 《바보의 여름 (馬鹿夏)》 - 제185화 《최후의 분출 (最後の噴火)》 - 제186화 《애늙은이 2 (老児2)》 - 제187화 《장마 (沈む肉4)》 - 제188화 《수영타임! (スイムたん)》 - 제189화 《산속에서 하룻밤 (週刊少年デアボリカ)》 - 제190화 《곰과 함께 방학을 (野良ミャオ／即死編)》 - 제191화 《テーズ屋》 (한국어판에서 제외) - 제192화 《スカラ》 (한국어판에서 제외) |
| 제14권                                                                     | 1997년 3월 14일 1999년 8월 25일                                 | - 제193화 《외국배우의 나들이 (デュバル)》 - 제194화 《공돈! (ぬひん)》 - 제195화 《세기의 대결! (浦安レイゼンビー)》 - 제196화 《화재 (ギラーミン)》 - 제197화 《아빠의 취미 (べんちりー)》 - 제198화 《노인은 슬퍼 (モスビー)》 - 제199화 《엄청난 녀석들 (新・鼻毛な奴ら)》 - 제200화 《バッハ1》 (한국어판에서 제외) - 제201화 《후구오의 결심 (バッハ2)》 - 제202화 《왕따 (糞)》 - 제203화 《がんばれ3番》 (한국어판에서 제외) - 제204화 《벰의 수난시대 (耳の奥)》 - 제205화 《고테츠 산수 특훈 (続・浦安レイゼンビー)》 - 제206화 《허치가 병난 이유? (グリーン先生登場の巻)》 - 제207화 《크리스마스와 산타 (クリスとマサ)》 |
| 제15권                                                                     | 1997년 7월 18일 1999년 8월 25일                                 | - 제208화 《바보들의 겨울(상) (馬鹿冬（前編）)》 - 제209화 《바보들의 겨울(하) (馬鹿冬（後編）)》 - 제210화 《교장선생님은 개그맨 (ずんどこ)》 - 제211화 《아빠는 게으름뱅이 (大鉄サテリコン)》 - 제212화 《浦安トムホーン》 (한국어판에서 제외) - 제213화 《直腸》 (한국어판에서 제외) - 제214화 《214사건 (214事件)》 - 제215화 《멀미는 싫어! (もどし)》 - 제216화 《마음은 부자 (おならの部屋)》 - 제217화 《가난한 선생님 (生ゴミ生魚)》 - 제218화 《개 판 (犬ぽん)》 - 제219화 《꽃가루 대소동! (ギリギリです)》 - 제220화 《大鉄インフェルノ》 (한국어판에서 제외) - 제221화 《멋쟁이 카우보이! (びっぐじょん)》 - 제222화 《午後のポセイドン》 (한국어판에서 제외) |
| 제16권                                                                     | 1997년 12월 5일 2000년 1월 29일                                 | - 제223화 《누나의 데이트 (アストラダムス)》 - 제224화 《'응가'에 대하여... (うんち)》 - 제225화 《복제인간 소동! (ヒカデン)》 - 제226화 《생과 사 (生と死と)》 - 제227화 《京四郎参上》 (한국어판에서 제외) - 제228화 《개미 대소동! (肉アント)》 - 제229화 《욕조사건 (ビバ脳)》 - 제230화 《푸딩아, 푸딩아! (引っ越し寸前)》 - 제231화 《세차하는 날 (洗い中)》 - 제232화 《넘어지면 밟아주는 사이 (くそったれ馬鹿野郎)》 - 제233화 《のり子ダちょーん》 (한국어판에서 제외) - 제234화 《두 얼굴의 여인 (花子23の誓い)》 - 제235화 《남자부 씨름대회 (サモ・ハン・キンポ)》 - 제236화 《태풍주의보! (ポリマーおばさん)》 - 제237화 《수영장 대소동! (沈む肉5)》 |
| 제17권                                                                     | 1998년 3월 6일 2000년 1월 29일                                  | - 제238화 《하나코 열받다! (花子トゥワイライト)》 - 제239화 《이소룡 선생 표류기 (野良P38)》 - 제240화 《더위와의 전쟁! (馬鹿夏)》 - 제241화 《귀신 대소동! (金造)》 - 제242화 《이상한 승객 (ノド輪)》 - 제243화 《진네 장보기 (ボーグナイン)》 - 제244화 《出発直前、金魚でブー》 (한국어판에서 제외) - 제245화 《이약 한번 먹어봐! (ありがとう猪狩)》 - 제246화 《왕쓰레기! (スーパーバター)》 - 제247화 《부드러운 남자 (やさしい男)》 - 제248화 《少年チャンピオン》 (한국어판에서 제외) - 제249화 《아빠의 하루 (大鉄ハンティング)》 - 제250화 《달리는 화장실 (走る野糞)》 - 제251화 《고테츠의 피리 (細長いカレー)》 - 제252화 《공포의 입! (おくち)》 |
| 제18권                                                                     | 1998년 7월 4일 2000년 1월 29일                                  | - 제253화 《개그만화! (ギャグ描け)》 - 제254화 《이소룡 선생님의 잠자리 (グレーシー・ローズ)》 - 제255화 《인형의 저주 (青田くん)》 - 제256화 《크리스마스 대소동! (生クリスマス)》 - 제257화 《푸짐한 연말파티 (のうみそか（ほのぼの編）)》 - 제258화 《이소룡 선생의 새해맞이 (のうみそか（暗黒編）)》 - 제259화 《떡소동 (白い鼻汁)》 - 제260화 《아카네의 부적 (黒い鼻汁)》 - 제261화 《특별한 수업 (神は人間の画策を笑う)》 - 제262화 《パンツを汚す黄色い汁》 (한국어판에서 제외) - 제263화 《만화가 벰의 수난시대 (ザッツ・ベム)》 - 제264화 《생활보호대상자 이소룡 선생 (野良PPK)》 - 제265화 《챔피언을 향한 매운(?) 꿈 (橋友元年)》 - 제266화 《대머리 아빠 (トッカータと大鉄)》 - 제267화 《석유가 뭐길래? (ジン・ハー)》 |
| 제19권                                                                     | 1998년 10월 16일 2000년 1월 29일                                | - 제268화 《모범 말썽학급 2학년 2반 (2年2組起立!)》 - 제269화 《누가누가 더 바보지? (静かに笑え)》 - 제270화 《죽마고우(?) (カタスとトロス)》 - 제271화 《국회의원의 응가 대소동! (老兵は死なず、ただクソするのみ)》 - 제272화 《기절 5초전 (失神5秒前)》 - 제273화 《히트작 예감 (ギリギリです（改訂版）)》 - 제274화 《할아버지의 주책 (交響曲第九番ニ短調「老人つき」)》 - 제275화 《청국장이 싫어! (くさい豆)》 - 제276화 《전원퇴장 (まんじゅう)》 - 제277화 《행복한 날들 (肉片)》 - 제278화 《뚱땡이 말썽 대소동! (GJG)》 - 제279화 《영매 아줌마 보기의 재등장 (歯肉解禁)》 - 제280화 《할아버지의 청춘 (くやしい気持ち)》 - 제281화 《원숭이 운전자 (初主猿)》 - 제282화 《전생체험 (最終貝)》 |
| 제20권                                                                     | 1999년 1월 8일 2000년 1월 29일                                  | - 제283화 《최면술사의 등장 (ドンムラコードンムラコー)》 - 제284화 《꼬마소년 탐정 (ボーズ探偵)》 - 제285화 《장마 (スコット神父)》 - 제286화 《생활지도 선생님 (小学生はブルースを歌う)》 - 제287화 《진정한 만화가의 길 (ベム・血の味)》 - 제288화 《더위와의 전쟁 (さらば夏の日)》 - 제289화 《한여름밤의 공포! (なっす)》 - 제290화 《아카네집 침투작전 (うんちゃく)》 - 제291화 《위급상황의 괴력 (おちから)》 - 제292화 《수박깨기 경주 (赤い脳みそ・黒い鼻くそ)》 - 제293화 《끝나가는 여름방학 (赤い夏男)》 - 제294화 《아빠의 금연 2 (姫はそれが大キライ)》 - 제295화 《테키레츠 대리점 (おまかせ!テキレツ電器店)》 - 제296화 《닮은 사람 (リサーチ2)》 - 제297화 《타이거파 대변신 (奇跡はここで起こる)》 |
| 제21권                                                                     | 1999년 4월 8일 2000년 1월 29일                                  | - 제298화 《건망증 대장 이소룡 (めんざ)》 - 제299화 《진 엄마의 짝사랑 (鬼昂)》 - 제300화 《운동회 대소동!(상) (トランザム300)》 - 제301화 《운동회 대소동!(하) (バーモント・リレー)》 - 제302화 《껌이 뭐길래? (フグオ、フロリダへ行く)》 - 제303화 《아빠의 장보기 (大鉄フリードキン)》 - 제304화 《벰 아저씨를 말한다 (ベム・ラゴシ)》 - 제305화 《우리집이 갖고 싶어! (おトミー)》 - 제306화 《원숭이 인형 (ドミソでタンロン)》 - 제307화 《추위와의 정면승부 (仁災)》 - 제308화 《기적 (ヘルサンタ)》 - 제309화 《최악의 그믐날 (超晦日)》 - 제310화 《이소룡 최악의 날 (白野良)》 - 제311화 《북극곰의 난동! (便)》 - 제312화 《타이거파의 개망신 (ベン・ジョンソン)》 |
| 제22권                                                                     | 1999년 7월 15일 2000년 5월 15일                                 | - 제313화 《공포의 전학생! (どーもすいません)》 - 제314화 《코나, 또 사고치다! (探偵マン)》 - 제315화 《춥다! 추워! (ウー)》 - 제316화 《꿈, 이루어지다! (続・超晦日)》 - 제317화 《파이팅! 하나코 (ヘル花子)》 - 제318화 《고테츠와 드라이버 (マンドリル登場の巻)》 - 제319화 《복수! (刑事スタスキー&ハッチ)》 - 제320화 《사랑의 피자 (ゲッチューアドニス便)》 - 제321화 《이소룡의 봄 (春の巻)》 - 제322화 《어른들의 세계 (カタコンブ・ラブ)》 - 제323화 《점프 소년 (ジャンプ少年)》 - 제324화 《추적자 (納谷)》 - 제325화 《지옥문 앞 (地獄寸前)》 - 제326화 《방귀 소동! (高木)》 - 제327화 《인류 최강의 단 하나의 결점 (またやってしまいました)》 |
| 제23권                                                                     | 1999년 11월 4일 2000년 8월 25일                                 | - 제328화 《소림권 소년 (カンフー・マタスー)》 - 제329화 《교장선생님 만세! (超介)》 - 제330화 《아빠의 휴가 (大鉄・サラフィアン)》 - 제331화 《고테츠의 땀방울 (橋本対小川)》 - 제332화 《아카네는 자유인! (あかね・マクナティアン)》 - 제333화 《동물의 왕국 대소동! (ヤコペッティのウンコ大陸)》 - 제334화 《하나코의 분노 (ギリギリ人生)》 - 제335화 《고테츠 머리 깎던 날 (天地小便)》 - 제336화 《담배와의 전쟁 (大鉄・J・フォックス)》 - 제337화 《고테츠의 심부름 (深刻な状況)》 - 제338화 《이소룡 VS 몬스터 게! (30円)》 - 제339화 《고테츠의 여름방학 전야제 (サモ固め)》 - 제340화 《혼자 노는 아이 (ひとりボン子)》 - 제341화 《진 모자의 여름방학 (SF!土井津親子の夏)》 - 제342화 《여름 원숭이 (夏猿)》 |
| 제24권                                                                     | 2000년 2월 24일 2000년 11월 13일                                | - 제343화 《고테츠의 여름방학 (彼はお休み)》 - 제344화 《이소룡의 여름방학 (近所ネタ)》 - 제345화 《꿈꾸는 소녀 (小川くん)》 - 제346화 《'몰카' (ぽんつ)》 - 제347화 《허치와의 즐거운 데이트 (ベガス・バケーション)》 - 제348화 《드라큐라의 공포! (浦安ヘルシング)》 - 제349화 《럭키, 럭키! 럭키맨 (大根)》 - 제350화 《그림자 소녀 (影っ子)》 - 제351화 《그림자 소녀의 비밀 (チェルネン子)》 - 제352화 《그들에게 무슨 일이 있었는가?! (全員コント)》 - 제353화 《가발 (毛)》 - 제354화 《다 돌려놔! (てんぷく)》 - 제355화 《줄었다, 늘었다?! (浦安無頼)》 - 제356화 《No.1! (黒江)》 - 제357화 《날 용서해~! (どーか、お許し下さい)》 |
| 제25권                                                                     | 2000년 6월 15일 2001년 2월 22일                                 | - 제358화 《아름다운 크리스마스 이브 (ラジャとライオン)》 - 제359화 《이소룡의 새해 첫날 (2000人の春巻)》 - 제360화 《돈과 스키 (浦安・チェンソー・マサカー)》 - 제361화 《어두운 전쟁 (暗い戦争)》 - 제362화 《저승길 (遺作)》 - 제363화 《음모 (肉アント2)》 - 제364화 《바보들의 놀이 (グレートハンティング2000)》 - 제365화 《담배 괴력 (歌劇《大鉄夫人》)》 - 제366화 《살빼기 대작전! (二千福星)》 - 제367화 《소림 군의 변신 선언 (追悼 ジス・イズ・ア・ペン)》 - 제368화 《바퀴 대소동! (鰤っ子)》 - 제369화 《모래판의 결투! (ウォルフ玩具)》 - 제370화 《이소룡의 과거 (リャン)》 - 제371화 《열혈 여성 (新ツイン・ミラクル・サンダー・スパルタン・ナイス大福プロジェクト・ストーリーZ2)》 - 제372화 《그래도 우린 살아 있다 (ベラスコ邸)》 |
| 제26권                                                                     | 2000년 10월 12일 2001년 6월 29일                                | - 제373화 《그림자 소녀의 저주 (黒い花)》 - 제374화 《벰의 인생 (枯れた花)》 - 제375화 《레슬링 스타의 수난 (橋本最高)》 - 제376화 《무한 뛰어넘기 (うぁんぼ)》 - 제377화 《늙으면 서러버~! (マルちんベック)》 - 제378화 《폭력은 싫엉~! (ボンボンらむーん2000)》 - 제379화 《우리 부자의 사랑 (トムマン)》 - 제380화 《루팡 대소동! (ゴードン)》 - 제381화 《꿈틀꿈틀 벌레소년 등장! (たぽん)》 - 제382화 《아빠의 반란 (トンガオチ)》 - 제383화 《상금을 잡아랏! (分裂の日)》 - 제384화 《노리코의 자전거 (川田と渕)》 - 제385화 《아이스맨 (元子)》 - 제386화 《사망직전놀이 (白熱っ子)》 - 제387화 《막강 엽기 할매 (はせっち)》 |
| 제27권                                                                     | 2001년 2월 8일 2001년 9월 22일                                  | - 제388화 《내 방학을 돌리도~!! (夏八木)》 - 제389화 《고백 (告白)》 - 제390화 《점프의 힘 (ジャンプの力)》 - 제391화 《즐거운 서핑 (ウェップナー)》 - 제392화 《특명을 완수하랏! (ガニア少女バーン)》 - 제393화 《피노키오는 어디에?! (ピノキオは何処へ?)》 - 제394화 《경고 표지판 대소동! (浦安ほうれん荘)》 - 제395화 《내 친구의 집은 어디인가? (ネロ旅)》 - 제396화 《운동회 대소동! 2 (クロスビー・スティルス花子)》 - 제397화 《이소룡 TV 데뷔! (ドグサベージ、浦安をゆく!!)》 - 제398화 《니 꿈은 뭐니? (前兆)》 - 제399화 《아빠 어릴 적엔 (休んでゴメン)》 - 제400화 《최강의 승부 (ミッちゃん)》 - 제401화 《바퀴 대소동! 2 (401匹ゴキブリちゃん)》 - 제402화 《불우이웃돕기 (のりお、よしお&ナッシュ)》 |
| 제28권                                                                     | 2001년 6월 14일 2002년 1월 28일                                 | - 제403화 《진 엄마, 일자리 구하다 (ワイヤーオチ)》 - 제404화 《동물왕국의 반란 (動物馬鹿一代)》 - 제405화 《STOP STOP STOP (STOP STOP STOP（改訂版）)》 - 제406화 《아카네의 햄스터 사랑 (ハム岡賢次)》 - 제407화 《이소룡 대박 터진 날 (21休)》 - 제408화 《왁자지껄 설날 파티 (続・たんつぼ)》 - 제409화 《괴짜 천재 데키레츠 (GET電気丸)》 - 제410화 《후구오의 새로운 능력 (バナチェック)》 - 제411화 《바른생활맨 (和製チャップリン)》 - 제412화 《자기암시 파워 (ジャム)》 - 제413화 《여자의 힘 (新・手っちゃん)》 - 제414화 《고로켓 전쟁! (似ないサモ顔)》 - 제415화 《친구란? (レモンとマッソー)》 - 제416화 《연속등교기록 (おい!!大丈夫か、新日?)》 - 제417화 《그 엄마와 그 아들 (便乗してもいいですか?)》 |
| 제29권                                                                     | 2001년 10월 11일 2002년 5월 7일                                 | - 제418화 《오늘은 좋은 날! (4・1)》 - 제419화 《후구오, 동생 찾다?! (豚とメンマ)》 - 제420화 《라이스맨 등장! (風男)》 - 제421화 《진의 은퇴?! (仁・ポール・ベルモンド)》 - 제422화 《신기록 도전 (賢次の賢は、かしこいって読むのよ)》 - 제423화 《악몽의 어린이날 (ザ・チャイルド)》 - 제424화 《다케시의 레슬링 (甘リロ)》 - 제425화 《엄마는 의사?! (バイオニック・ジェリー・ルイス)》 - 제426화 《내일은 챔피온 (たけしむけん)》 - 제427화 《고테츠 힘쓰던 날 (浦安トロロ)》 - 제428화 《도망자 (浦安セブン・アップス)》 - 제429화 《한여름 밤의 꿈 (彼はアメリカ)》 - 제430화 《투구벌레 대반란! (春巻先生ありがとう)》 - 제431화 《할아버지의 손자사랑 (浦安ストライカー)》 - 제432화 《모기떼 습격! (豆オチ)》 |
| 제30권                                                                     | 2002년 2월 21일 2002년 8월 9일                                  | - 제433화 《괴짜소녀 출현! (いさお)》 - 제434화 《엄마의 사랑 (内紛)》 - 제435화 《심령 아저씨 (ドンチャン・ピラピラー♪)》 - 제436화 《아빠는 구세주? (マイク・ラブ)》 - 제437화 《여름방학 숙제 (ドイツオチ)》 - 제438화 《개학일 대소동! (ヒザは平気)》 - 제439화 《최고의 궁상을 찾아라! (新・卵争)》 - 제440화 《엽기인형 등장! (マルバム)》 - 제441화 《나도 사랑받고 싶어! (ヒガンテ)》 - 제442화 《인간 경마 (無事で良かった)》 - 제443화 《우리는 하나! (新・手っちゃん／リベンジ)》 - 제444화 《이소룡 최고! (いまじん)》 - 제445화 《운동회가 좋아! (先生、またやってしまいました)》 - 제446화 《좀비들의 반란 (肉唄)》 - 제447화 《진 엄마의 소원 (本の話)》 |
| 제31권                                                                     | 2002년 5월 2일 2002년 11월 25일                                 | - 제448화 《멋쟁이 아빠! (大鉄スケルター)》 - 제449화 《돌머리 챔피언 (けっこうやったなー)》 - 제450화 《심하다! 이소룡 선생 (猛烈魔太郎)》 - 제451화 《달리기 최고♡ (Q)》 - 제452화 《부지런한 아침 (狼たちの午前)》 - 제453화 《깨끗이 먹자! (ジャンゴに捧ぐ)》 - 제454화 《크리스마스의 악몽 (ドミソでタンロン2)》 - 제455화 《나미다의 은퇴 (オズマさま)》 - 제456화 《고테츠의 새로운 도전 (457マグナム)》 - 제457화 《몹시 춥던 날 (ピーターは裏切り者)》 - 제458화 《하나코의 변신은 무죄? (女王馬鹿)》 - 제459화 《높은게 좋아! (続・本の話)》 - 제460화 《지진이당 (ヘル家)》 - 제461화 《내일은 스타 (ラスト・タンゴ・イン・浦安)》 - 최종화(제462화) 《굿바이, 친구들! (腹毛な奴ら)》 |
| 원조! 괴짜가족 (元祖!浦安鉄筋家族) (괴짜가족 2기) (2002년~2011년)          |                                                                 | |
| 제1권(제32권)                                                              | 2002년 9월 5일 2003년 2월 27일                                  | - 제1화(제463화) 《어림없는 소리! (軟便横丁)》 - 제2화(제464화) 《거대한 음모 (妻の技)》 - 제3화(제465화) 《인간개조 (BIG JOHN)》 - 제4화(제466화) 《아카네네 새집 (REOスピード野糞)》 - 제5화(제467화) 《선생님의 전쟁 선언 (140分マン)》 - 제6화(제468화) 《아빠 수난시대 (ブッシュ・ダップ・ゴップ)》 - 제7화(제469화) 《이것이 진정한 만화가다! (愛すべき人たちへ)》 - 제8화(제470화) 《양보란 존~것여! (大鉄スタート)》 - 제9화(제471화) 《아이들의 장난감 (死んでいた魔術師)》 - 제10화(제472화) 《후구오 적수 출현! (高畑さま)》 - 제11화(제473화) 《선생님, 우리 선생님♡ (メソッドバカ)》 - 제12화(제474화) 《안개 속의 생일파티 (黄ばみバム紙)》 - 제13화(제475화) 《인간참치 이소룡 (魚春巻)》 - 제14화(제476화) 《교장자리 쟁탈전 (馬と猪)》 - 제15화(제477화) 《고테츠는 수영이 좋아 (グアムバケーション)》 |
| 제2권(제33권)                                                              | 2003년 1월 23일 2003년 7월 10일                                 | - 제16화(제478화) 《챔피언을 찾아라! (ぐわし)》 - 제17화(제479화) 《맛의 달인 (色白タンメン)》 - 제18화(제480화) 《곤충광 탄생! (がんばれ蝶野（新日）)》 - 제19화(제481화) 《로봇 대전! (おなつ)》 - 제20화(제482화) 《무인도 표류기 (夏の痰吐き)》 - 제21화(제483화) 《혼자 노는 아이 (夏の痰壺)》 - 제22화(제484화) 《친구란? 2 (夏の痰転がし)》 - 제23화(제485화) 《추억은 아름다워~! (夏の痰祭り)》 - 제24화(제486화) 《선생님의 비밀 (茶封筒ください)》 - 제25화(제487화) 《요다 할머니 짱 (ハミルの一生)》 - 제26화(제488화) 《아빠의 사랑 (たらばスター)》 - 제27화(제489화) 《이소룡과 애완견 (チェイニー)》 - 제28화(제490화) 《대머리 파워! (浦安ゴードン)》 - 제29화(제491화) 《엄청난 능력 (続・ジャストン・ピーナッツ)》 - 제30화(제492화) 《커닝 대왕 (たまらんしゃまらん)》 |
| 제3권(제34권)                                                              | 2003년 4월 24일 2003년 9월 25일                                 | - 제31화(제493화) 《거인 선인장 출현! (リャン)》 - 제32화(제494화) 《선생님의 비밀 2 (女ベラスコ)》 - 제33화(제495화) 《진정한 취권 (新ナイス・ゴージャス・ストーリーIII)》 - 제34화(제496화) 《전철을 탑시다! (ホームランオチ)》 - 제35화(제497화) 《퀴즈 대왕 (今更)》 - 제36화(제498화) 《아빠의 비밀 (大鉄モロー)》 - 제37화(제499화) 《타이거군단 재등장 (ギリギリ人生 PART.3)》 - 제38화(제500화) 《할아버지의 장례식 (鉄筋フリント／はらわた作戦)》 - 제39화(제501화) 《우정을 위하여! (サンタネタ予定)》 - 제40화(제502화) 《교감의 음모 (出来損ないの続編映画)》 - 제41화(제503화) 《설날선물 (ガップガリ丸)》 - 제42화(제504화) 《아빠는 도둑?! (市長からのメッセージ)》 - 제43화(제505화) 《천재 유도소녀 탄생! (浦安スペースジャンボ)》 - 제44화(제506화) 《개신님 출현! (ご利用は計画的だ)》 - 제45화(제507화) 《아빠의 악취미 (台所ハリッキー)》                                                                  |
| 제4권(제35권)                                                              | 2003년 8월 21일 2004년 1월 30일                                 | - 제46화(제508화) 《청소하는 악동 (なまっつ)》 - 제47화(제509화) 《동네최강을 가려라! (500発 + 10)》 - 제48화(제510화) 《막강 꼬맹이들 (沈黙さん)》 - 제49화(제511화) 《비상연락망 (ぴーひゃら)》 - 제50화(제512화) 《할아버지의 선물 (せんちゃん)》 - 제51화(제513화) 《대머리는 싫어! (7、3オチ)》 - 제52화(제514화) 《그 반엔 뭔가가 있다 (長旅男)》 - 제53화(제515화) 《아카네, 담임으로 등극 (つこてのテスト)》 - 제54화(제516화) 《후구오 바~보! (国松)》 - 제55화(제517화) 《화재에서 살아남는 법 (ギラーミング・インフェルノ)》 - 제56화(제518화) 《이소룡 생존기 (用心無用2)》 - 제57화(제519화) 《우리 시장 만세! (パグ)》 - 제58화(제520화) 《교감의 독가스 (星の山本)》 - 제59화(제521화) 《아카네의 신기술 (アネット天国)》 - 제60화(제522화) 《이소룡의 가정방문 (ナガタ・ポップ)》 |
| 제5권(제36권)                                                              | 2003년 12월 25일 2004년 5월 25일                                | - 제61화(제523화) 《누나의 남자친구 (星っ子くん)》 - 제62화(제524화) 《우산의 비밀 (黄金銃を兄貴と2人でオヤジのゴルフ景品ライターで作った男)》 - 제63화(제525화) 《못 말리는 야생소녀 (自然派スモーカー)》 - 제64화(제526화) 《떴다 떴다! 비행기 (浜岡賢次の紙ヒコーキ)》 - 특별편 《스토커들의 하루 (安藤&安藤)》 - 제65화(제527화) 《엄마는 쇼핑광 (つーはんサモハン イブモンタン)》 - 제66화(제528화) 《노리코의 효도 (ぽんこつインフェルノ2)》 - 제67화(제529화) 《아카네의 채점기 (イトトト)》 - 제68화(제530화) 《후구오의 가족 짱 (沈む肉6)》 - 제69화(제531화) 《담배 대결! (大鉄パーラメント)》 - 제70화(제532화) 《여름만난 코테츠 (伊藤チェック)》 - 제71화(제533화) 《젊게 사는 법 (夢ぶち壊しピーター)》 - 제72화(제534화) 《전설의 마구 (野良玉)》 - 제73화(제535화) 《귀신이 나타났다! (子供がいるよ!!子供がいるよ（押し入れの中に）)》 - 제74화(제536화) 《최강의 아줌마들 (激弱!店のオバサン)》                |
| 제6권(제37권)                                                              | 2004년 4월 28일 2004년 9월 11일                                 | - 제75화(제537화) 《전설의 콧수염 (浦安軍用列車)》 - 제76화(제538화) 《야구 스타 탄생! (やぎDEATH)》 - 제77화(제539화) 《전설 (キド［改訂版］)》 - 제78화(제540화) 《달려라 청춘이여! (サミュL.M.N.)》 - 제79화(제541화) 《우리 집 강아지 (犬が来た)》 - 제80화(제542화) 《지구 끝까지 (浦安ポーラボーラ)》 - 제81화(제543화) 《지우개를 돌리도 (伊藤CEO)》 - 제82화(제544화) 《바통 터치! (モブ男)》 - 제83화(제545화) 《소파의 비극 (日テレちゃん)》 - 제84화(제546화) 《지구인의 역습 (あせも)》 - 제85화(제547화) 《초능력 소년 (悲しみの暗示～～～)》 - 제86화(제548화) 《공명선거 (マッドワックス)》 - 제87화(제549화) 《정상을 향해! (窓さーん)》 - 제88화(제550화) 《선물을 줘! (フィンランディア)》 - 제89화(제551화) 《목숨을 건 기술 (高田よ オマエもか…（落胆）)》 - 제90화(제552화) 《우리들만의 설날 (誤正月)》                                                                                                   |
| 제7권(제38권)                                                              | 2004년 8월 26일 2005년 1월 25일                                 | - 제91화(제553화) 《소년 야구 (子供野球)》 - 제92화(제554화) 《걱정하지 마! (用心無用3)》 - 제93화(제555화) 《마지막 추위 (ラストサムイ)》 - 제94화(제556화) 《노리코의 기적 (小さな巨塔)》 - 제95화(제557화) 《집이 너무 가까워 (ととと飛び出せ翼くん)》 - 제96화(제558화) 《담배와의 전쟁 (大鉄お試しセット)》 - 제97화(제559화) 《발명 (じみへんハデヘンすいません)》 - 제98화(제560화) 《남자로 만들어줘! (ギリギリです（金曜日の朝に）)》 - 제99화(제561화) 《쿠폰에 목숨 걸다 (シールのお話)》 - 제100화(제562화) 《트럭 소동! (ナイナイナ)》 - 제101화(제563화) 《시장님, 우리 시장님! (スタナーネタ)》 - 제102화(제564화) 《목적지는 하나 (ロード・オブ・ザ・リング／王の異動)》 - 제103화(제565화) 《코미디 황제 (神さま)》 - 제104화(제566화) 《럭비는 즐거워! (ロンゲスト・マーボ)》 - 제105화(제567화) 《멈추지 않는 응가 (ちゅぴ)》                                                                                |
| 제8권(제39권)                                                              | 2004년 11월 11일 2005년 4월 25일                                | - 제106화(제568화) 《신인 만화가 (GOATS HEAD SOUP)》 - 제107화(제569화) 《기적의 막대기 (荒野の棒)》 - 제108화(제570화) 《굴러라 굴러! (LIKE A ROLLING STONE)》 - 제109화(제571화) 《공포의 소리 (ぐしゃオチ)》 - 제110화(제572화) 《소중한 지갑 (便)》 - 제111화(제573화) 《신나는 운동회! (紅白まんぞー)》 - 제112화(제574화) 《이어지는 운동회 (続・紅白まんぞー)》 - 제113화(제575화) 《진의 수난시대 (たべびら)》 - 제114화(제576화) 《당번 증후군 (みゃぱち)》 - 제115화(제577화) 《유령 소동! (お姉さんカレー)》 - 제116화(제578화) 《이상한 선생님 (ゴールドエイト)》 - 제117화(제579화) 《모험왕 (冒険王RED)》 - 제118화(제580화) 《가공할 취권 (プレミアムモルツ)》 - 제119화(제581화) 《최대의 라이벌! (オグラード)》 - 제120화(제582화) 《심령술 아줌마 (アキタのチカラ)》 |
| 제9권(제40권)                                                              | 2005년 3월 8일 2005년 7월 25일                                  | - 제121화(제583화) 《식물 관찰기 (金ダルメ)》 - 제122화(제584화) 《이상한 누나 (銀メルダー)》 - 제123화(제585화) 《멈추지 않는 응아! (ダァーッ)》 - 제124화(제586화) 《공포의 운전수 (伊藤チェック2／チャイナバケーション)》 - 제125화(제587화) 《매력의 사나이 코테츠 (生毛)》 - 제126화(제588화) 《아카네의 시련 (ロボもみ)》 - 제127화(제589화) 《돼지의 반란 (ハルオは動く豚)》 - 제128화(제590화) 《아버지의 임무 (大鉄ドール)》 - 제129화(제591화) 《고기 스타 (肉スター)》 - 제130화(제592화) 《우리는 3학년 1반! (王ギフト)》 - 제131화(제593화) 《만병통치약 (ヤギパワー)》 - 제132화(제594화) 《쌍둥이 소동! (132固め)》 - 제133화(제595화) 《꿈의 침대 (浦安エフゲニー)》 - 제134화(제596화) 《전설의 인물 (バニシングっ子)》 - 제135화(제597화) 《소년탐정 (アクロス・ザ・ウラヤース)》 |
| 제10권(제41권)                                                             | 2005년 6월 8일 2005년 12월 25일                                 | - 제136화(제598화) 《산타 잡기! (サンタ落とし)》 - 제137화(제599화) 《음식 조심! (大味噌)》 - 제138화(제600화) 《겨울의 기적 (冬のボルテス)》 - 제139화(제601화) 《빙하기 (スタンハンセン物語)》 - 제140화(제602화) 《이불 속이 좋아! (ミニロッソ)》 - 제141화(제603화) 《암울한 코난 (小さなフキダシ)》 - 제142화(제604화) 《우산 소동! (笠原くん)》 - 제143화(제605화) 《빌어먹을 초콜릿! (魔チョコ)》 - 제144화(제606화) 《꽃가루 소동! (ジェンガオチ)》 - 제145화(제607화) 《코테츠는 못 말려! (浦安ダルトリー（小鉄編）)》 - 제146화(제608화) 《살아있는 형광등 (ゴアゴアガール)》 - 제147화(제609화) 《엽기 강아지 (サバラスドッグ)》 - 제148화(제610화) 《사전의 위력 (ジャムラムの恐怖)》 - 제149화(제611화) 《이상한 이웃 (香港国際モンキーA／シャンハイナイス拳2)》 - 제150화(제612화) 《길 잃은 방랑자 (浦安ダルトリー（春巻編）)》                                                                                  |
| 제11권(제42권)                                                             | 2005년 10월 8일 2006년 3월 25일                                 | - 제151화(제613화) 《꿈의 구장 (モッカでミャ～ン)》 - 제152화(제614화) 《보물 찾기 (浦安ピリ・レイス地図)》 - 제153화(제615화) 《주판의 위력 (塾女)》 - 제154화(제616화) 《담배의 공포 (大鉄フィルハーモニー)》 - 제155화(제617화) 《환상의 콤비! (チエちゃん)》 - 제156화(제618화) 《우리는 우등생! (あかねダちょ～ん)》 - 제157화(제619화) 《담배 형제들 (タバコブラ)》 - 제158화(제620화) 《가끔은 둘이서 (たまには2人で)》 - 제159화(제621화) 《쇼핑은 힘들어! (大王イカ物語)》 - 제160화(제622화) 《눈물의 사연 (ガント)》 - 제161화(제623화) 《체력은 국력! (未定ワッフル)》 - 제162화(제624화) 《뚱땡이 만세! (豚人賛歌)》 - 제163화(제625화) 《지식 제로 (知識0)》 - 제164화(제626화) 《초강력 손기술 (くさい指イエロー)》 - 제165화(제627화) 《여름방학 (浦安カッシング)》 |
| 제12권(제43권)                                                             | 2006년 2월 8일 2006년 8월 25일                                  | - 제166화(제628화) 《아빠와 함께! (プール丼)》 - 제167화(제629화) 《불멸 (不滅)》 - 제168화(제630화) 《11시의 방향 (11時の方向)》 - 제169화(제631화) 《험난한 방학의 시작 (休み明けはハード)》 - 제170화(제632화) 《생노인, 생맥주 (生老人生ビール)》 - 제171화(제633화) 《소 이야기 (国立へ)》 - 제172화(제634화) 《벌 (ハチまんせんぱい)》 - 제173화(제635화) 《태양이 된 소년 (太陽になった少年)》 - 제174화(제636화) 《어제의 적은 오늘의 친구 (高田)》 - 제175화(제637화) 《담배 줄이기! (マイルドデイヴィス)》 - 제176화(제638화) 《우라야스 탈출 대작전! (浦安バルジ大作戦)》 - 제177화(제639화) 《전학생 (イドーン)》 - 제178화(제640화) 《왕의 이동 (ロード・オブ・ザ・リング／王の異動2)》 - 제179화(제641화) 《똥배 넣기 (チャンピオンサワー)》 - 제180화(제642화) 《잠깐 동안의 영광 (マサカリ)》 |
| 제13권(제44권)                                                             | 2006년 6월 8일 2006년 12월 25일                                 | - 제181화(제643화) 《급식 대란(상) (ヒトの脳みそ)》 - 제182화(제644화) 《급식 대란(하) (地球のはじまり)》 - 제183화(제645화) 《등 뒤의 가방 (背中の上の黒い物)》 - 제184화(제646화) 《벽장 속의 꿈 (ママがウンコにツバはいた)》 - 제185화(제647화) 《루돌프 소동! (山羊サワー)》 - 제186화(제648화) 《모아이의 비밀 (モアイの秘密)》 - 제187화(제649화) 《하얀 추수 (ホワイト阿藤)》 - 제188화(제650화) 《탄생 편 (誕生ベン)》 - 제189화(제651화) 《직립 동물원 (ニカウ)》 - 제190화(제652화) 《24의 사나이 (24のひとに)》 - 제191화(제653화) 《우라야스 대습격 (浦安パンゲア)》 - 제192화(제654화) 《반장의 비밀 (シーク委員)》 - 제193화(제655화) 《신일본 주부 연합회 (新日LOVE)》 - 제194화(제656화) 《건축가 다이테츠 (大鉄・アット・フィルモア)》 - 제195화(제657화) 《우라야스 위인전기 (浦安偉人伝)》 |
| 제14권(제45권)                                                             | 2006년 9월 8일 2007년 4월 25일                                  | - 제196화(제658화) 《죽음의 라면 (KILL 麺)》 - 제197화(제659화) 《마실 (浦窓)》 - 제198화(제660화) 《꽃가루 맨 (ジビヘン)》 - 제199화(제661화) 《속・가끔은 둘이서 (続・たまには2人で)》 - 제200화(제662화) 《구둣주걱의 재활용 (リサイクル靴べら)》 - 제201화(제663화) 《최강 시민 토너먼트! (15周年 マイナス 1年10ヶ月ぐらい)》 - 제202화(제664화) 《넘버1! (ナンバMG1)》 - 제203화(제665화) 《우라야스의 여름 (浦安サンダー)》 - 제204화(제666화) 《쓰레기 버리는 날 (ゴミスタデー)》 - 제205화(제667화) 《세차의 날 (洗車の恐怖)》 - 제206화(제668화) 《일일 운전 (ウォルター昼)》 - 제207화(제669화) 《CAKE TROUBLE! (CAKE TROUBLE URAYASU)》 - 제208화(제670화) 《공포의 우산 (傘の恐怖)》 - 제209화(제671화) 《학교 전설 (スーパーキッシンジャー)》 - 제210화(제672화) 《이소룡과 월드컵 (便乗サッカー)》 |
| 제15권(제46권)                                                             | 2007년 1월 9일 2007년 9월 7일                                   | - 제211화(제673화) 《네 명의 손님 (THE 4名様)》 - 제212화(제674화) 《천재 축구소년 (無知カップ)》 - 제213화(제675화) 《시민 풀장 (小鉄のノートです)》 - 제214화(제676화) 《보충 수업 (浦安アガルタ)》 - 제215화(제677화) 《풀장 습격 사건 (土葬サマー)》 - 제216화(제678화) 《천재소년 (沈む脂)》 - 제217화(제679화) 《친구 (藤田マーク)》 - 제218화(제680화) 《어머니는 강하다! (消えろ内臓脂肪)》 - 제219화(제681화) 《자존심 싸움 (玉遊戯)》 - 제220화(제682화) 《과학실 친구 (博多バケーション)》 - 제221화(제683화) 《조난을 향해 달리다! (明日に架ける野良)》 - 제222화(제684화) 《왕귀지 (超・耳袋)》 - 제223화(제685화) 《청소기 소동! (ジュムラの森)》 - 제224화(제686화) 《24》 - 제225화(제687화) 《방범 패트롤 (ゾフィーの選択)》 |
| 제16권(제47권)                                                             | 2007년 5월 8일 2007년 12월 25일                                 | - 제226화(제688화) 《바보들의 점심시간 (或る阿呆の昼休み)》 - 제227화(제689화) 《운동화의 수난 (恐怖の人食い靴)》 - 제228화(제690화) 《우라야스 발명왕 (電球男)》 - 제229화(제691화) 《선의의 경쟁 (柴らいす)》 - 제230화(제692화) 《자율 교육 (たまりまホーミー)》 - 제231화(제693화) 《휴지 던지기 (椅子が壊れた)》 - 제232화(제694화) 《전설의 공 (シンバとルンバ)》 - 제233화(제695화) 《돌아오지 않는 산타 (メリーヤギスマス)》 - 제234화(제696화) 《신년 행사 (コブ茶)》 - 제235화(제697화) 《맞대결! (ドリアン)》 - 제236화(제698화) 《두부 소동! (なべさん)》 - 제237화(제699화) 《운수 좋은 날! (キィーッ)》 - 제238화(제700화) 《개를 기르는 자세 (大鉄アダージェット)》 - 제239화(제701화) 《문 열린 날 (ずーぱん)》 - 제240화(제702화) 《남의 비밀을 알려 하지 말라! (便乗姉妹)》 |
| 제17권(제48권)                                                             | 2007년 9월 7일 2008년 5월 1일                                   | - 제241화(제703화) 《하나마루키의 여행 (ラムズフェルド)》 - 제242화(제704화) 《세계의 거장 (浦安・D・ザナック)》 - 제243화(제705화) 《로데오 맨 (順子VSポール)》 - 제244화(제706화) 《천재 소년의 비밀 (エリー豚)》 - 제245화(제707화) 《WE WANT 다이테츠! (ウィ・ウォント・大鉄)》 - 제246화(제708화) 《지갑의 주인 (最後チャドで)》 - 제247화(제709화) 《한숨 모으기 (ため池)》 - 제248화(제710화) 《큰게 좋아~! (鰒尾)》 - 제249화(제711화) 《아쿠타가와의 분노 (うばばばー)》 - 제250화(제712화) 《계산대 벰 (今週も本ネタですか…（スタッフ談）)》 - 제251화(제713화) 《파스 대전 (越中)》 - 제252화(제714화) 《파워 오브 소룡 (ゴールデンハーベスト)》 - 제253화(제715화) 《속・네 명의 손님 (続・THE 4名様)》 - 제254화(제716화) 《베스트 프랜드 (イニ)》 - 제255화(제717화) 《신・가끔은 둘이서 (新・たまには2人で)》 |
| 제18권(제49권)                                                             | 2007년 12월 7일 2008년 7월 25일                                 | - 제256화(제718화) 《All YOU NEED IS 노부 (オール・ユー・ニード・イズ・ノブ)》 - 제257화(제719화) 《식객 (しゃもじ)》 - 제258화(제720화) 《돌아온 전학생 (イヂヂーン)》 - 제259화(제721화) 《스카우트 (ナゴヤ)》 - 제260화(제722화) 《여왕의 각성 (甘い爪)》 - 제261화(제723화) 《홈쇼핑 트레이너 (便乗運動)》 - 제262화(제724화) 《시간 여행 (ゲイル)》 - 제263화(제725화) 《오오사와기 가의 공포 (先輩のハム)》 - 제264화(제726화) 《진화 (野良ジョーンズ)》 - 제265화(제727화) 《가족 여행 (新・毒海)》 - 제266화(제728화) 《가키의 여름방학 (セシル・B・オチ)》 - 제267화(제729화) 《여왕의 성장 (タケル)》 - 제268화(제730화) 《공주님 택시 (ジョンのタクシー)》 - 제269화(제731화) 《참관일 (サンカン・ビー)》 - 제270화(제732화) 《핫치와 함께 산책을 (リンチンチン)》 |
| 제19권(제50권)                                                             | 2008년 5월 8일 2008년 10월 25일                                 | - 제271화(제733화) 《구내염 (マーボー)》 - 제272화(제734화) 《인형의 저주 (ママおやつー)》 - 제273화(제735화) 《깡통차기(상) (ヤギエンド)》 - 제274화(제736화) 《깡통차기(하) (ハローシモムー)》 - 제275화(제737화) 《노무라의 가을 (秋田の秋)》 - 제276화(제738화) 《후구오의 다이어트 (水野)》 - 제277화(제739화) 《이웃집 견학 (バリマタ)》 - 제278화(제740화) 《벰의 간식 (お通夜におやつ)》 - 제279화(제741화) 《노부의 특별한 날 (ノブドブ)》 - 제280화(제742화) 《모전 자전 (新・ナイスミラクルスパルタンサンダーゴージャス拳2)》 - 제281화(제743화) 《크리스마스 파티 (君の瞳はボルト)》 - 제282화(제744화) 《어드벤처 패밀리 (アドベンチャーファミリー／行徳を越えて)》 - 제283화(제745화) 《등장! 오징어 맨 (辛辣!イカ男)》 - 제284화(제746화) 《지옥에서의 탈출! (地獄からの脱出)》 - 제285화(제747화) 《마루키 마네킨 (マルキーフィギュア)》                                                                        |
| 제20권(제51권)                                                             | 2008년 8월 8일 2009년 1월 30일                                  | - 제286화(제748화) 《불장난 (スプリングロール)》 - 제287화(제749화) 《좀비와 카네코 (金子A翼)》 - 제288화(제750화) 《생활의 팁 (ビュッフェル塔)》 - 제289화(제751화) 《코타츠 어드벤처 (戻りゲン)》 - 제290화(제752화) 《신진 레슬러의 굴욕 (チャボゲロ)》 - 제291화(제753화) 《영웅 일기 (電ノコプロ)》 - 제292화(제754화) 《프랑스 전쟁 (浦安ヘイト)》 - 제293화(제755화) 《파란의 학부모회의 (浦安大票田)》 - 제294화(제756화) 《친환경 택시 (ヘルタクシー)》 - 제295화(제757화) 《망상 놀이 (小鉄レノン)》 - 제296화(제758화) 《테스트의 신 (サワー沢様)》 - 제297화(제759화) 《천직 (小鳥がピーチク鳴いてんの?)》 - 제298화(제760화) 《응가를 찾아... (尻毛な奴ら)》 - 제299화(제761화) 《후구오 대발견 (うしろのフグ太郎)》 - 특별편 《첫 만남 (耳毛な奴ら)》 |
| 제21권(제52권)                                                             | 2008년 11월 7일 2009년 4월 25일                                 | - 제300화(제762화) 《결승 전초전 (トーナメント最終章)》 - 제301화(제763화) 《301을 기념하며 (301と言うわけで)》 - 제302화(제764화) 《도플갱어 (コテ2)》 - 제303화(제765화) 《하루오 반짝 (通販サモハン)》 - 제304화(제766화) 《기저귀의 추억 (食用ブリーフ)》 - 제305화(제767화) 《안전벨트 (安全ペルト)》 - 제306화(제768화) 《마구의 재현 (ボール・マッカートニー)》 - 제307화(제769화) 《목격자 (マンビーのAスポット)》 - 제308화(제770화) 《전학생 소동! (忘れ者)》 - 제309화(제771화) 《챔피언 (シモムーエンド)》 - 제310화(제772화) 《새벽 운동 (ハラハロー)》 - 제311화(제773화) 《여름 이야기 (夏汁)》 - 제312화(제774화) 《특훈 (過労伝)》 - 제313화(제775화) 《가족 여행 2 (鉄砲下痢)》 - 제314화(제776화) 《이소룡의 여름 나기 (夏巻)》 |
| 제22권(제53권)                                                             | 2009년 3월 6일 2009년 7월 25일                                  | - 제315화(제777화) 《메리 크리스마스! (らむカップ)》 - 제316화(제778화) 《본성의 반대 (賛成の反対)》 - 제317화(제779화) 《음료수 사용법 (テッパー警部)》 - 제318화(제780화) 《최고의 이야기꾼 (ポケットびん)》 - 제319화(제781화) 《러시안 룰렛 (ロシアン当番表)》 - 제320화(제782화) 《진의 바람 (仁生)》 - 제321화(제783화) 《아줌마 파워! (シャカダル)》 - 제322화(제784화) 《만화가의 길 (元祖の痛い玉)》 - 제323화(제785화) 《다이어트 (寂VS龍)》 - 제324화(제786화) 《사기의 신 (神ネーズ)》 - 제325화(제787화) 《전설 속 코테츠 (くさいコップ)》 - 제326화(제788화) 《껌 씹는 소녀 (ガムさん)》 - 제327화(제789화) 《포스 (フォース)》 - 제328화(제790화) 《학원의 공부 벌래들 (じゅくじゅく)》 - 제329화(제791화) 《이상적인 선생님 (ちゅーちん)》 |
| 제23권(제54권)                                                             | 2009년 7월 8일 2009년 11월 28일                                 | - 제330화(제792화) 《메리 크리스마스! 2 (ワムオチ)》 - 제331화(제793화) 《얼음으로 만든 성 (サムジング)》 - 제332화(제794화) 《후구폰 (フグフグ)》 - 제333화(제795화) 《아줌마 파워! 2 (小さな頃、ここで野糞した)》 - 제334화(제796화) 《요괴 대전! (マニラ)》 - 제335화(제797화) 《복수혈전 (フカンチン)》 - 제336화(제798화) 《신기술 (続・フカンチン)》 - 제337화(제799화) 《좀비의 습격 2 (浦安カリート)》 - 제338화(제800화) 《데뷔작 (エドモント)》 - 제339화(제801화) 《편집자의 고뇌 (本郷)》 - 제340화(제802화) 《우라야스 슈퍼 바이러스 (浦安バイオインフェルノ)》 - 제341화(제803화) 《최종무기 다이테츠 (大鉄43歳 別れの手紙)》 - 제342화(제804화) 《미래소년 코톰 (鉄腕ハトム)》 - 제343화(제805화) 《최고의 트레이너 (ベーコン)》 - 제344화(제806화) 《우라야스 짱 (浦安ZERO)》 |
| 제24권(제55권)                                                             | 2009년 10월 8일 2010년 3월 25일                                 | - 제345화(제807화) 《도이츠 가의 컴퓨터 (タクタク)》 - 제346화(제808화) 《가끔은 둘이서 3 (たまには2人で PART III)》 - 제347화(제809화) 《옆자리의 하나코 (となりは花子さん)》 - 제348화(제810화) 《생활의 발견 (老眼のはじまり)》 - 제349화(제811화) 《바다 여행?! (沖縄鉄筋家族)》 - 제350화(제812화) 《과거의 증거 (ボールを一杯ください)》 - 제351화(제813화) 《회상 (ココスのニオイ)》 - 제352화(제814화) 《옛 추억을 기리며 (遠くでチャンピオンを読みながら)》 - 제353화(제815화) 《고스트 버스터 (ショルダーバスター)》 - 제354화(제816화) 《병원의 괴생명체 (代打ヤギ)》 - 제355화(제817화) 《24 - 마지막 이야기 (24ネタ・ファイナル)》 - 제356화(제818화) 《우산 이야기 (傘ネタ、カーサ渡し)》 - 제357화(제819화) 《상상력의 한계 (空想力の限界)》 - 제358화(제820화) 《폭격의 날 (お上品な方はスルーしてください)》 - 제359화(제821화) 《슈퍼 벰 (ドリームエンド)》                                                   |
| 제25권(제56권)                                                             | 2010년 1월 8일 2010년 7월 24일                                  | - 제360화(제822화) 《한여름의 눈사람 (ラトーヤの夏)》 - 제361화(제823화) 《침입자 (ジャーメインの夏)》 - 제362화(제824화) 《탐정 준코 여사 (トイサ・サマー)》 - 제363화(제825화) 《신(新) 호러 (豆と金)》 - 제364화(제826화) 《달리는 아몬드 초콜릿 (走るアーモンドチョコレート)》 - 제365화(제827화) 《개와 본능 (「浦安」のハズレ話)》 - 제366화(제828화) 《천사들의 합창 (金鉄バッファロー)》 - 제367화(제829화) 《500엔을 찾아서! (ここは千葉…千葉です)》 - 제368화(제830화) 《식신의 강림 (浦安MONO)》 - 제369화(제831화) 《슈퍼 히어로 (マンビーのBスポット)》 - 제370화(제832화) 《우라야스의 할로윈 (浦安カーペンター)》 - 제371화(제833화) 《노부 데이 (ノブウェーイ)》 - 제372화(제834화) 《변신 영웅 (赤ちゃん&ガーファンクル)》 - 제373화(제835화) 《동전의 양면 (ザワザワ)》 - 제374화(제836화) 《신(新) 문명 (爆笑!おもしろポスター)》                                                                            |
| 제26권(제57권)                                                             | 2010년 6월 8일 2010년 10월 25일                                 | - 제375화(제837화) 《패셔니스타 (インタビュー・ウィズ・ジーパンヤー)》 - 제376화(제838화) 《로마의 휴교(상) (ローマの休校)》 - 제377화(제839화) 《로마의 휴교(하) (続・ローマの休校)》 - 제378화(제840화) 《크리스 시장 (クリス市長)》 - 제379화(제841화) 《온천 여행?! (箱根鉄筋家族)》 - 제380화(제842화) 《다리 아니라고~! (人間橋じゃないですよ)》 - 제381화(제843화) 《눈과 팥죽 (ナポリ雪)》 - 제382화(제844화) 《우에다☆노부히코 (上☆田信彦)》 - 제383화(제845화) 《발렌타인 데이의 각성 (千代子)》 - 제384화(제846화) 《달콤한 휴식 (QK)》 - 제385화(제847화) 《택시 초인 스모커 (ノークラ)》 - 제386화(제848화) 《우라야스 개 소년 (浦安ランディス)》 - 제387화(제849화) 《가끔은 둘이서 PART IV (たまには2人で PART IV)》 - 제388화(제850화) 《하늘과 땅 (天と地)》 - 제389화(제851화) 《유비무용 (用心無用4)》 |
| 제27권(제58권)                                                             | 2010년 11월 8일 2011년 2월 24일                                 | - 제390화(제852화) 《MVB (MVU)》 - 제391화(제853화) 《환마의 길 (ガンマ道)》 - 제392화(제854화) 《우라야스 수난곡 (浦安受難曲)》 - 제393화(제855화) 《산큐 베리마취 (さんきゅーべりまっちょ ミスターロボット♪)》 - 제394화(제856화) 《5분 다큐 (実に20年!!!)》 - 제395화(제857화) 《기동중년 빅토리 씨 (ルンルンラズー)》 - 제396화(제858화) 《그들만의 은신처 (エポン)》 - 제397화(제859화) 《소년형사 스스무 (飯田橋)》 - 제398화(제860화) 《산페이를 부탁해! (三平をよろしく)》 - 제399화(제861화) 《비 내리는 오후는 괴롭다우! (雨の日の午後はつらいぜ)》 - 제400화(제862화) 《싸움은 계속되어야 한다! (ガニア連鎖)》 - 제401화(제863화) 《우라야스로 가는 길 (浦安への道)》 - 제402화(제864화) 《아이언맘 (シェルタルミー)》 - 제403화(제865화) 《단비 (アマイモリ)》 - 제404화(제866화) 《카운트 다운 (夏休む)》 |
| 제28권(제59권)                                                             | 2011년 1월 7일 2011년 6월 30일                                  | - 제405화(제867화) 《고래전설 (ホゲェェオチ)》 - 제406화(제868화) 《한여름 밤의 손님 (オスメント)》 - 제407화(제869화) 《공포의 체조! (ラジュオ)》 - 제408화(제870화) 《비타민 (新グロ)》 - 특별편 《24시간 (キーハー)》 - 제409화(제871화) 《롯데 사랑 (マリンガン)》 - 제410화(제872화) 《사랑의 한계 (欽力)》 - 제411화(제873화) 《토이 스토리 (イトーストーリー3)》 - 제412화(제874화) 《괴담 야화 (旅の始めから黒猫)》 - 제413화(제875화) 《대결! (蹴りたい延髄)》 - 제414화(제876화) 《하늘에서 빵이 떨어지다 (遠い空のムタへ)》 - 제415화(제877화) 《또 돌아온 전학생 (イドドドーン)》 - 제416화(제878화) 《보통사람 (ノブノーマル)》 - 제417화(제879화) 《사랑해요, 진페이 (桃山学院)》 - 제418화(제880화) 《카네코 츠바사의 시련 (金子翼…ネイキッド)》 - 최종화(제419화)(제881화) 《전학 이야기 (痔遠藤)》 |
| 언제나! 원조 괴짜가족 (毎度!浦安鉄筋家族) (괴짜가족 3기) (2011년~2018년)   |                                                                 | |
| 제1권(제60권)                                                              | 2011년 3월 8일 2011년 12월 30일                                 | - 제1화(제882화) 《또 리뉴얼 (またリニューアル)》 - 제2화(제883화) 《무단합작 (無断合作)》 - 제3화(제884화) 《금연 사회 (逆アーミテージ)》 - 제4화(제885화) 《진, 출진!! (出陣仁)》 - 제5화(제886화) 《화려한 과거 (ロンとヤス)》 - 제6화(제887화) 《우라야스 레드선 (浦安レッドサン)》 - 제7화(제888화) 《가끔은 둘이서 PART 5 (たまには2人で PART 5)》 - 제8화(제889화) 《진정한 대식가 (ザ・ニートガードマン)》 - 제9화(제890화) 《만화맨 (マンガのガンマ)》 - 제10화(제891화) 《나이스 샷! (冬ピス)》 - 제11화(제892화) 《냉장고 대소동! (またやっちゃった～)》 - 제12화(제893화) 《겨울 매미 (ラトーヤの冬)》 - 제13화(제894화) 《우정의 공작실 (浦安シェープリームス)》 - 제14화(제895화) 《콩 (豆)》 - 제15화(제896화) 《절대 식사 중에 읽으면 안 됩니다! (決してお食事に読まないでください)》 |
| 제2권(제61권)                                                              | 2011년 8월 8일 2012년 2월 29일                                  | - 제16화(제897화) 《초콜릿 소동! (日給二千円)》 - 제17화(제898화) 《체온 재기 대격투 (おねつ)》 - 제18화(제899화) 《노부의 대변신! (ゴッドハンドNB)》 - 제19화(제900화) 《손님이 부르신다! (大鉄アバルト)》 - 제20화(제901화) 《화이트 데이의 부작용 (ニョゴマ)》 - 제21화(제902화) 《효자손이 따로 없네 (用心無用5)》 - 제22화(제903화) 《마법에 걸린 그이 (初丸木)》 - 제23화(제904화) 《서예의 본보기 (習字ハリスン)》 - 제24화(제905화) 《모두의 힘으로 (枝野先)》 - 제25화(제906화) 《모자의 두뇌 대결! (ひと足先に親子対決)》 - 제26화(제907화) 《스마~일! (素晴らしき哉、日本人!)》 - 제27화(제908화) 《3D 활용법 (空飛ぶ10時半)》 - 제28화(제909화) 《파파 Z 발진! (大鉄人Z)》 - 제29화(제910화) 《나 좀 봅시다! (サモハン)》 - 제30화(제911화) 《도리 쨩의 취향? (NWA)》 |
| 제3권(제62권)                                                              | 2011년 12월 8일 2012년 9월 28일                                 | - 제31화(제912화) 《하품 전염의 공포 (浦安くさいい話)》 - 제32화(제913화) 《슬럼프 대처법 (丸山ほうれんそう)》 - 제33화(제914화) 《아빠의 전화받기 (鳴るヒゲ)》 - 제34화(제915화) 《흡판소년 (肉人)》 - 제35화(제916화) 《피할 곳 없는 길 (続・小鉄レノン)》 - 제36화(제917화) 《시간을 조절하는 자 (早川)》 - 제37화(제918화) 《전설의 시간을 알리는 사나이 (時へのマロン)》 - 제38화(제919화) 《가방은 소중히 (背中に貼りついた黒い物体)》 - 제39화(제920화) 《머리칼은 여자의 생명 (老人とヒゲ)》 - 제40화(제921화) 《식탐 본능 (大腸)》 - 제41화(제922화) 《유령 승객 대 환영 (ゆきちゃん)》 - 제42화(제923화) 《대충대충 그림일기 (ウナ最高)》 - 제43화(제924화) 《사건 메이커의 등장 (2週続けてやっちゃった)》 - 제44화(제925화) 《순수한 믿음의 말로 (遠藤高山)》 - 제45화(제926화) 《둘만의 비밀 데이트 (たまには2人で PART 6)》                                                                                        |
| 제4권(제63권)                                                              | 2012년 4월 6일 2013년 3월 27일                                  | - 제46화(제927화) 《의지의 차이 (ハルオ・ドロン)》 - 제47화(제928화) 《옛것을 소중히 (ウィリー・ウイリアムス物語)》 - 제48화(제929화) 《그녀는 뉴타입! (ストロング・マシーン)》 - 제49화(제930화) 《나홀로 운동회 (影っ子（毎度改訂版）)》 - 제50화(제931화) 《리얼! 레알? (浦安サーティーン)》 - 제51화(제932화) 《할로윈 몬스터 (浦安アナキン家族)》 - 제52화(제933화) 《품위 있는 사람은 피해 가세요♡ (お上品な方は読んじゃダメよ♡)》 - 제53화(제934화) 《푸딩의 험난한 여정 (用心無用6)》 - 제54화(제935화) 《야구 커플 탄생! (スティーブ・マックイーン)》 - 제55화(제936화) 《진의 다이하드 (ジン・マクレーン)》 - 제56화(제937화) 《세계 최고 가벼운 남자 (軽い男)》 - 제57화(제938화) 《노무의 취향 (ホーリーな伊藤)》 - 제58화(제939화) 《나 돌아갈래~!! (逆ダイハード)》 - 제59화(제940화) 《그것이 가득한 집 (ドムドム)》 - 제60화(제941화) 《마감은 올웨이즈 아슬아슬 (ベム・ラ・ディ、ベム・ラ・ダ)》               |
| 제5권(제64권)                                                              | 2012년 7월 6일 2013년 4월 29일                                  | - 제61화(제942화) 《코테츠 식 한파 대처법 (寒いペキンパー)》 - 제62화(제943화) 《메모의 주인 (沈黙のウンチ)》 - 제63화(제944화) 《눈사람 킬러 (酢脳満)》 - 제64화(제945화) 《달콤한 갈색 과자 (茶色く甘いお菓子)》 - 제65화(제946화) 《진정한 천재 아역?! (マコーレー・ウラキン)》 - 제66화(제947화) 《말랑말랑한 남자 (二股らむー)》 - 제67화(제948화) 《대 선생님과의 만남 (編集長、後はよろしく!!スタタタタ…)》 - 제68화(제949화) 《우라야스 코스프레 군단 (じぇだイイ話)》 - 제69화(제950화) 《공짜에는 이유가 있다? (困った時のマスク・ド・スーパースター)》 - 제70화(제951화) 《립밤을 사수하라! (口ビール)》 - 제71화(제952화) 《즐거운 가족 식사? (平和な記憶)》 - 제72화(제953화) 《보물 같은 추억 (浦安ランス)》 - 제73화(제954화) 《세 배의 행운 OR 불행? (勝手に3倍祭り)》 - 제74화(제955화) 《유비무용 2 (用心無用7)》 - 제75화(제956화) 《운명의 실로 이어진 두 사람 (大鉄トゥームストーン)》                     |
| 제6권(제65권)                                                              | 2012년 11월 8일 2013년 7월 26일                                 | - 제76화(제957화) 《가끔은 둘이서 PART 6 (たまには2人で PART 7)》 - 제77화(제958화) 《인기남의 절대 조건 (ユー)》 - 제78화(제959화) 《미션 임파서블 위드 다이테츠 (インタビュー・ウィズ・ジーパンヤー2)》 - 제79화(제960화) 《비야, 내려라~! (ウメアメ)》 - 제80화(제961화) 《후구오 스타일 (オグフ)》 - 제81화(제962화) 《사망직전 게임 (キュイーンの恐怖)》 - 제82화(제963화) 《파스의 변신 (デュバル小鉄)》 - 제83화(제964화) 《기적의 슈퍼차저 (夜空を見上げるたびに奴の事を思い出せ)》 - 제84화(제965화) 《포기하지 마! (スティーブ・マーティン)》 - 제85화(제966화) 《쿨비즈 끝판왕 (裸・ストッパブル)》 - 제86화(제967화) 《여름 방항의 미스터리 (ビフ)》 - 제87화(제968화) 《우라야스 최강 고수? (香港ダブルゴージャスナイスミッションプロジェクト／地上最大国際大福龍X)》 - 제88화(제969화) 《벽의 운명 (壁さん)》 - 제89화(제970화) 《뉴 히로인 탄생! (ユリちゃん)》 - 제90화(제971화) 《미스터리는 풀렸다?! (回収)》 |
| 제7권(제66권)                                                              | 2013년 2월 8일 2013년 10월 29일                                 | - 제91화(제972화) 《사람은 자고로 눈치가 있어야 (お疲れさまでした!!)》 - 제92화(제973화) 《이번에는 뉴 히어로다! (浦安マーヴェラス)》 - 제93화(제974화) 《괴담에 대처하는 훈남의 자세 (座長)》 - 제94화(제975화) 《키키를 회상하며 (リ・イマジネーション「危機」)》 - 제95화(제976화) 《고수와 고수가 만났을 때 (クナッパー)》 - 제96화(제977화) 《피리 부는 사나이 (なんだチミはー)》 - 제97화(제978화) 《홈쇼핑 주의보 (オルタの恐怖)》 - 제98화(제979화) 《멋진 중년의 필수 아이템 (ローガンズラン)》 - 제99화(제980화) 《할로윈 어게인 (トビーとフーパー)》 - 제100화(제981화) 《반으로 줄어든 행복 (100話恒例の…)》 - 제101화(제982화) 《101번째 프로야구 (101回目のプロ野球)》 - 제102화(제983화) 《여동생이 대세 (可愛いガッキー)》 - 제103화(제984화) 《착각은 자유, 알아서 감당할 것 (大犬)》 - 제104화(제985화) 《신성한 복도의 룰 (空箱頭)》 - 제105화(제986화) 《소가 뒷걸음질을 치면? (牛殺し)》                   |
| 제8권(제67권)                                                              | 2013년 7월 8일 2014년 1월 28일                                  | - 제106화(제987화) 《엄마가 산타에게 원핸드 백브레이커를 걸었다 (ママがサンタにワンハンド・バックブリーカーした)》 - 제107화(제988화) 《경쟁이양~ (競作ホイ)》 - 제108화(제989화) 《소룡 쌤의 떡방아 (中華街の誓い)》 - 제109화(제990화) 《속・가벼운 남자 (続・軽い男)》 - 제110화(제991화) 《우노! 도스! 뜨레쓰! (ウノ!ドス!トレ!)》 - 제111화(제992화) 《곤란도일 (こんなドイル)》 - 제112화(제993화) 《가끔은 둘이서 PART 7 (たまには2人で PART 8)》 - 제113화(제994화) 《아빠는 애늙은이 (赤ちゃんがハタチ)》 - 제114화(제995화) 《우라야스의 레슬러들 (浦安ライトル)》 - 제115화(제996화) 《석유 이야기 (灯油物語)》 - 제116화(제997화) 《잔혹! 부상 소녀 (残酷!痛娘)》 - 제117화(제998화) 《청소 로봇의 역습! (浦安ベンチリー)》 - 제118화(제999화) 《로이 화이트 (ロイ・ホワイト)》 - 제119화(제1000화) 《순수한 고요함 (裸・サイレント)》 - 제120화(제1001화) 《아빠는 불사신! (プラレス大鉄郎)》                      |
| 제9권(제68권)                                                              | 2013년 10월 8일 2014년 4월 30일                                 | - 제121화(제1002화) 《소룡 쌤의 대변신! (ティンカー・テイラー・ソルジャー・ハルマキ)》 - 제122화(제1003화) 《핫치 이야기(아침편) (ハッチ公物語（朝編）)》 - 제123화(제1004화) 《마법의 가지가 흩날린다 (キャシー・ベイツ)》 - 제124화(제1005화) 《그대의 마음입니다...?! (あなたの心です!!…はぁぁ?)》 - 제125화(제1006화) 《일곱 색깔 잉크 (七色インク)》 - 제126화(제1007화) 《소룡 타임 (春巻ラドー)》 - 제127화(제1008화) 《할아버지의 등산 (窓さーん パート2)》 - 제128화(제1009화) 《사기 전쟁! (ズル戦争)》 - 제129화(제1010화) 《비밀의 자리 (華麗なる席)》 - 제130화(제1011화) 《도마 냄새 (板のニオイ)》 - 제131화(제1012화) 《아빠! (ちち)》 - 제132화(제1013화) 《후구오, 움직여! (フグオよ動け!)》 - 제133화(제1014화) 《한지 타이거즈 (半紙タイガース)》 - 제134화(제1015화) 《즈즈키 스스기 (ズズキススギ)》 - 제135화(제1016화) 《우라야스 좀비 (浦安サンゲリア)》                                               |
| 제10권(제69권)                                                             | 2014년 2월 7일 2015년 5월 29일                                  | - 제136화(제1017화) 《WE・T》 - 제137화(제1018화) 《누군가 엿보고 있다! (覗かれ熟女)》 - 제138화(제1019화) 《감격의 거인 (感激の巨人)》 - 제139화(제1020화) 《축포 (祝砲)》 - 제140화(제1021화) 《끝없는 여름 (エンドレスサマー)》 - 제141화(제1022화) 《야생의 근육 (野良筋肉)》 - 제142화(제1023화) 《전설의 챔피온 탭 (伝説のチャンピオンタップ)》 - 제143화(제1024화) 《야니즈 카페 (ヤニーズカフェ)》 - 제144화(제1025화) 《프레데터의 얼굴로 바이바이 (プレデター顔でさようなら)》 - 제145화(제1026화) 《공포의 용접소! (南溶接)》 - 제146화(제1027화) 《코테츠 의자 (小鉄椅子)》 - 제147화(제1028화) 《음악 어려워요우! (音ネタムツカシイ)》 - 제148화(제1029화) 《괴담! 요정충 소년 (奇談・妖怪虫少年)》 - 제149화(제1030화) 《우라야스 할로윈 (浦安マイナーズ)》 - 제150화(제1031화) 《카프의 세계 (カープの世界)》 |
| 제11권(제70권)                                                             | 2014년 8월 8일 2015년 5월 29일                                  | - 제151화(제1032화) 《위기의 절친 3인방 (県警対NYA)》 - 제152화(제1033화) 《핫치 이야기 (ハッチ公物語（昼編）)》 - 제153화(제1034화) 《다이테츠의 젊은 날 (大鉄ペヤング)》 - 제154화(제1035화) 《짝짝이 신발 (ちぐはぐラバーソール)》 - 제155화(제1036화) 《잠방이 바지 (もももも)》 - 제156화(제1037화) 《노무의 크리스마스 (ラスト・クリムワム)》 - 제157화(제1038화) 《쓸모없는 조심성 (用心無用8)》 - 제158화(제1039화) 《따뜻따뜻 점퍼 (野良服)》 - 제159화(제1040화) 《뚱보 히터 (跳ぶ肉)》 - 제160화(제1041화) 《설녀 (雨ヨ)》 - 제161화(제1042화) 《턱의 힘 (アゴの力)》 - 제162화(제1043화) 《비, 때때로 침 (雨時々唾)》 - 제163화(제1044화) 《카프 초콜릿 (東洋)》 - 제164화(제1045화) 《마녀 핸드 (祝!!ITA IS BACK)》 - 제165화(제1046화) 《여자 학교 (ねっオチ)》 |
| 제12권(제71권)                                                             | 2014년 10월 8일 2016년 1월 25일                                 | - 제166화(제1047화) 《껌의 달인 (ガムの境地)》 - 제167화(제1048화) 《알 깨기! (玉ヒュン)》 - 제168화(제1049화) 《하얀 눈사람 (白いマルダ)》 - 제169화(제1050화) 《에이프릴 인페르노 (エイプリル・インフェルノ)》 - 제170화(제1051화) 《택시 파일 드라이버 (タクシーパイルドライバー)》 - 제171화(제1052화) 《꽃가루 알러지 크로스 (カフンドラ・クロス)》 - 제172화(제1053화) 《우도 (ウド)》 - 제173화(제1054화) 《구슬 휭~ (玉ひゅん)》 - 제174화(제1055화) 《사실 저는 방금 전 금연을 시작했습니다 (実は私は…ズーッと前にタバコをやめました)》 - 제175화(제1056화) 《니코틴틴 (2個チンチン)》 - 제176화(제1057화) 《동전 고기 (ペニー肉（改訂版）)》 - 제177화(제1058화) 《우라야스 샤프트 (浦安シャフト)》 - 제178화(제1059화) 《소룡 쌤의 미끄러짐 (龍春巻の滑る話)》 - 제179화(제1060화) 《모의모의 (もぎもぎ)》 - 제180화(제1061화) 《카와구치 (川口)》                                                                   |
| 제13권(제72권)                                                             | 2014년 12월 8일 2016년 4월 29일                                 | - 제181화(제1062화) 《홈쇼핑 (ニャパ)》 - 제182화(제1063화) 《대왕오징어 (ベン・アー)》 - 제183화(제1064화) 《7월 4일에 태어난 타야기사와 군 (7月4日に生まれたやぎさわ君)》 - 제184화(제1065화) 《여름 방&학 (ナツ・ヤス&ミー)》 - 제185화(제1066화) 《도로의 인형 (道路のドール)》 - 제186화(제1067화) 《식신공주 노무 (剣道少女ノムさん)》 - 제187화(제1068화) 《다이테츠 멜론 (大鉄エメロン)》 - 제188화(제1069화) 《두 책꽂이의 여파 (2本立ての余波)》 - 제189화(제1070화) 《건방진 쓰레기 아버지 (生ゴミ父さん)》 - 제190화(제1071화) 《우산을 산이좋게 쓰는 방법 (新・傘ネタ、カーサ渡し)》 - 제191화(제1072화) 《카트린느 덩굴풀 (カトリーヌ昼顔)》 - 제192화(제1073화) 《롱바흐 (ロンバッハ)》 - 제193화(제1074화) 《편리 킹 (便良キング)》 - 제194화(제1075화) 《선생님, 정말로 오래간만입니다 (先生、超ひさびさにやってしまいました…)》 - 제195화(제1076화) 《폭신폭신 매트리스 (低反発教師)》                        |
| 제14권(제73권)                                                             | 2015년 4월 8일 2016년 10월 31일                                 | - 제196화(제1077화) 《샹포리 (シャンポリー)》 - 제197화(제1078화) 《U・N・G・A (U・N・K・O（ユナイテッド・ナショナル・くさい・オナラ）)》 - 제198화(제1079화) 《우라야스 제이미 리 (浦安·ジェイミー·リー)》 - 제199화(제1080화) 《이글이글 (米良米良)》 - 제200화(제1081화) 《밤의 샤말란 (夜のシャマラン)》 - 제201화(제1082화) 《옐로 프룻 (イエローツルーン)》 - 제202화(제1083화) 《파 러브 (パラヴ)》 - 제203화(제1084화) 《DDD》 - 제204화(제1085화) 《미끌미끌! (つるん)》 - 제205화(제1086화) 《트란잠 7점 (トランザム7点)》 - 제206화(제1087화) 《설날 가래 (元旦痰)》 - 제207화(제1088화) 《용심무용 (用心無用9)》 - 제208화(제1089화) 《햐안 강철 (白大鉄)》 - 제209화(제1090화) 《무거운 눈 (重い雪)》 - 제210화(제1091화) 《북북막대 (バフバフ棒)》 |
| 제15권(제74권)                                                             | 2015년 8월 7일 2018년 8월 25일                                  | - 제211화(제1092화) 《우라야스 외나무 다리 (浦安ヤーウェーイ)》 - 제212화(제1093화) 《드릴 (ドルリ)》 - 제213화(제1094화) 《벽 치기 프로야구 (カドベン（プロ野球編）)》 - 제214화(제1095화) 《패밀리 냄새 (ファミレス臭)》 - 제215화(제1096화) 《하시미코프 (ハシミコフ)》 - 제216화(제1097화) 《가끔은 둘이서 PART 8 (たまには2人で PART 9)》 - 제217화(제1098화) 《666》 - 제218화(제1099화) 《아파트가 잠겨 있지 않았습니다 (アパートの鍵かかってません)》 - 제219화(제1100화) 《우라야스 넥타 (浦安ネクター)》 - 제220화(제1101화) 《선셋 오우삼 (サンテド・ジョン・ウー)》 - 제221화(제1102화) 《AKA...GJG》 - 제222화(제1103화) 《런치&응가 (らんち&ウンチ)》 - 제223화(제1104화) 《안다리꼬아넘기기 (河津掛け)》 - 제224화(제1105화) 《유성에서 물체 (遊星からの物体U)》 - 제225화(제1106화) 《나야 나! (オレオレレオ)》                                                                                                 |
| 제16권(제75권)                                                             | 2016년 1월 8일 2018년 8월 25일                                  | - 제226화(제1107화) 《또 삐었음 (また捻挫)》 - 제227화(제1108화) 《사랑하는 포포 (愛してポーポー)》 - 제228화(제1109화) 《고독의 외침 by GFR (孤独の叫び by GFR)》 - 제229화(제1110화) 《불의 우유 (火の乳)》 - 제230화(제1111화) 《여름 야미스 (夏ヤミスー)》 - 제231화(제1112화) 《우라야스 어벤저스: 에이지 오브 울토토로 (浦安アベンジャーズ／エイジ・オブ・ウルトトロ)》 - 제232화(제1113화) 《엉디 (しり)》 - 제233화(제1114화) 《여름 방&학 2 (ナツ·ヤス&ミー2)》 - 제234화(제1115화) 《오리엔탈 (オリエンタル)》 - 제235화(제1116화) 《머리 위의 녹색 구체 (頭の上の緑の球体)》 - 제236화(제1117화) 《고기 노무 (肉ノム)》 - 제237화(제1118화) 《눈과 코딱지를 먼저! (目と鼻糞の先に)》 - 제238화(제1119화) 《우리 할아버지의 휴가 (僕のお爺ちゃんの休暇)》 - 제239화(제1120화) 《힘든 개학 (ぬがっき)》 - 제240화(제1121화) 《저널리스트 스플렉스 (ジャーナリストスープレックス)》                                     |
| 제17권(제76권)                                                             | 2016년 4월 8일 2018년 9월 25일                                  | - 제241화(제1122화) 《대룡 (秋巻)》 - 제242화(제1123화) 《우라야스 강철의 딸 (浦安鉄板娘)》 - 제243화(제1124화) 《격류 (激流)》 - 제244화(제1125화) 《애프터 매스 (アフターマス)》 - 제245화(제1126화) 《날개&코테츠 (翼&コテッキー)》 - 제246화(제1127화) 《오도독! 오도독! (コリコリ)》 - 제247화(제1128화) 《할로우 (ハロウー)》 - 제248화(제1129화) 《앙골모아 (アンゴルモア)》 - 제249화(제1130화) 《우주인 대습격! (宇宙人大襲来)》 - 제250화(제1131화) 《여기저기 짠 (ちむちむりん)》 - 제251화(제1132화) 《마루모 (マルモ)》 - 제252화(제1133화) 《셋이서 하나 (3ひく1)》 - 제253화(제1134화) 《나카타의 각성 (中田の覚醒)》 - 제254화(제1135화) 《키타오 (キタオ)》 - 제255화(제1136화) 《가이아의 연초 (ガイアの年明け)》 |
| 제18권(제77권)                                                             | 2016년 8월 8일 2018년 9월 25일                                  | - 제256화(제1137화) 《사루만 (サルマン)》 - 제257화(제1138화) 《감기 조심! (インフルチーフ)》 - 제258화(제1139화) 《헬 하우스 (ヘルハウス)》 - 제259화(제1140화) 《집 지키기! (守護りました)》 - 제260화(제1141화) 《모든 젊은 녀석들 (全ての若き野郎ども)》 - 제261화(제1142화) 《편하게 가자! (気楽にいこうぜ)》 - 제262화(제1143화) 《조심 무용 (用心無用10)》 - 제263화(제1144화) 《마미 코테츠 (マミー小鉄)》 - 제264화(제1145화) 《희고 달콤한 (白くて甘い)》 - 제265화(제1146화) 《유성에서 물체 D (遊星からの物体D)》 - 제266화(제1147화) 《시계가 토마토 (時計がトマト)》 - 제267화(제1148화) 《바보 소룡 쌤의 권 (馬鹿春巻の巻)》 - 제268화(제1149화) 《카프 우승설 (カープ優勝説)》 - 제269화(제1150화) 《국물 이야기 (汁物語)》 - 제270화(제1151화) 《불타는 툰드라 (燃えるツンドラ)》 |
| 제19권(제78권)                                                             | 2016년 12월 8일 2018년 10월 25일                                | - 제271화(제1152화) 《솔직한 피터 세트라 (素直になれないピーター・セテラ)》 - 제272화(제1153화) 《야구 VS 학원: 저스티스 탄생 (野球VS塾 ジャスティス誕生)》 - 제273화(제1154화) 《봇 소재 (ボツネタ)》 - 제274화(제1155화) 《나의 하늘(초등학생 편) (俺の空（小学生編）)》 - 제275화(제1156화) 《짠 마시기 (チェン飲み)》 - 제276화(제1157화) 《10엔 이야기 (10円物語)》 - 제277화(제1158화) 《아버지! (父)》 - 제278화(제1159화) 《라스트 오브 야스 (ラスト・オブ・ヤス)》 - 제279화(제1160화) 《하로쿤타 (ハロークンタ)》 - 제280화(제1161화) 《우라야스 절규 (浦安スクリーム)》 - 제281화(제1162화) 《우라야스 샐카인드 (浦安サルキンド)》 - 제282화(제1163화) 《우라야스 샤이다 (浦安シャイダー)》 - 제283화(제1164화) 《우라야스 꼴레오네 (浦安コルレオーネ)》 - 제284화(제1165화) 《우라야스 피의 맛 (浦安血の味)》 - 제285화(제1166화) 《손에 땀 (手汗)》                                                                |
| 제20권(제79권)                                                             | 2017년 3월 8일 2018년 10월 25일                                 | - 제286화(제1167화) 《유령 택시 (霊コン)》 - 제287화(제1168화) 《우라야스 상면발효 (浦安上面発酵)》 - 제288화(제1169화) 《신 소룡 쌤 (シン・ハルマキ)》 - 제289화(제1170화) 《사령의 헹가래 (死霊の胴上げ)》 - 제290화(제1171화) 《관장사 (腸)》 - 제291화(제1172화) 《가끔은 둘이서 PART 9 (たまには2人で PART 10)》 - 제292화(제1173화) 《유산균 금지 (乳酸禁)》 - 제293화(제1174화) 《세상 어색 (天地大変)》 - 제294화(제1175화) 《신 캐릭터 등장! (新キャラ登場)》 - 제295화(제1176화) 《노멘 (ノーメン)》 - 제296화(제1177화) 《추전서점 (秋田書店)》 - 제297화(제1178화) 《우라야스 로그 원 (浦安ローグ・ワン)》 - 제298화(제1179화) 《신문 (しんぶんし)》 - 제299화(제1180화) 《소룡 쌤의 복권 이야기 (ヤコペッティの福引物語)》 - 제300화(제1181화) 《다이테츠 유전자 (大鉄ゲソ)》 - 특별편 《너의 이름은 야미자키 하야오 (君の名は闇崎駿)》                                                                            |
| 제21권(제80권)                                                             | 2017년 6월 8일 2019년 6월 15일                                  | - 제301화(제1182화) 《바보 여름 (馬鹿夏（毎度!バージョン）)》 - 제302화(제1183화) 《냄새나는 눈 (臭い雪)》 - 제303화(제1184화) 《신년 FMW (新年FMW)》 - 제304화(제1185화) 《하얀 눈 (白い雪)》 - 제305화(제1186화) 《눈을 향해서 (ゆきゆきて雪)》 - 제306화(제1187화) 《뒷거래 (裏鉄)》 - 제307화(제1188화) 《회람 BURN (回覧BURN)》 - 제308화(제1189화) 《도끼 폭탄 (斧爆弾)》 - 제309화(제1190화) 《갓머리의 타마 (うかんむりにタマ)》 - 제310화(제1191화) 《인한 (仁寒)》 - 제311화(제1192화) 《휴이&루이스 (ヒューイ&ルイス)》 - 제312화(제1193화) 《부드러운 녀석들 (マサリキヤツ)》 - 제313화(제1194화) 《팥죽 (汁子)》 - 제314화(제1195화) 《멋지달까! 아마존 프라임 (素晴らしき哉、アマゾンプライム)》 - 제315화(제1196화) 《우라야스 힐즈 아이즈 (浦安サランドラ)》 |
| 제22권(제81권)                                                             | 2017년 10월 6일 2019년 8월 15일                                 | - 제316화(제1197화) 《산보 긴포 (サンポキンポ)》 - 제317화(제1198화) 《황금 눈알 (金目玉)》 - 제318화(제1199화) 《에릭 이야기 (エリック物語)》 - 제319화(제1200화) 《낮에 헤롱 (昼ベロ)》 - 제320화(제1201화) 《긴짱 100 (欽ちゃん100)》 - 제321화(제1202화) 《봄의 괴담 (春の怪談)》 - 제322화(제1203화) 《햄 (ハムガム)》 - 제323화(제1204화) 《마미~~ (モミ～～)》 - 제324화(제1205화) 《덜덜덜! (タカタカタカ)》 - 제325화(제1206화) 《넛도 (ナツド)》 - 제326화(제1207화) 《오치아이 (落合)》 - 제327화(제1208화) 《켄타 엔드 (ケンタエンド)》 - 제328화(제1209화) 《헬로 타로 (ハロータロー)》 - 제329화(제1210화) 《아픈 돌풍 (痛突風)》 - 제330화(제1211화) 《THE GIRL IS MINE》 |
| 제23권(제82권)                                                             | 2018년 2월 8일 2019년 9월 15일                                  | - 제331화(제1212화) 《가끔은 둘이서 PART 10 (たまには2人で PART 11)》 - 제332화(제1213화) 《견자단 이야기 (ドニー・イェン物語)》 - 제333화(제1214화) 《쿡쿡 썸머 (ちくちくサマー)》 - 제334화(제1215화) 《메가 응가 VS 리틀 걸! (メガ·ウンコVSリトルガール)》 - 제335화(제1216화) 《먼로빌 몰에 가고 싶다! (モンローヴィル・モールに憧れて)》 - 제336화(제1217화) 《마모루 군 등장! (マモル君 登場)》 - 제337화(제1218화) 《뿡뿡 미안! (ビュンビュン・ミャーーン)》 - 제338화(제1219화) 《어두운 카리스마 (黒のカリスマ)》 - 제339화(제1220화) 《변소 여행 (便所旅行)》 - 제340화(제1221화) 《디즈니 팩 랜드 (ディズニーバックランド)》 - 제341화(제1222화) 《유코의 21구 (勇子の21球)》 - 제342화(제1223화) 《운동회 (運動回)》 - 제343화(제1224화) 《1973년 8월 18일 (1973年8月18日)》 - 제344화(제1225화) 《이스칸다르 (イスカンダル)》 - 제345화(제1226화) 《주간 소녀 점프 (週刊少女ジャンプ)》                            |
| 제24권(제83권)                                                             | 2018년 6월 8일 2019년 10월 15일                                 | - 제346화(제1227화) 《머리가 긴~ 친구 (髪は長～～い友達)》 - 제347화(제1228화) 《UFC와 KFC (UFCとKFC)》 - 제348화(제1229화) 《산책 폰세 (散歩ポンセ)》 - 제349화(제1230화) 《붉은 HELL, 검은 HELL (赤HELL 黒HELL)》 - 제350화(제1231화) 《스트로베리 아이스 포에버! (ストロベリーアイスフォーエバー)》 - 제351화(제1232화) 《드웨인 (ドゥエイン)》 - 제352화(제1233화) 《가끔은 둘이서 PART 11 (たまには2人で PART 12)》 - 제353화(제1234화) 《다이테츠 드 팔마 (大鉄・デ・パルマ)》 - 제354화(제1235화) 《검정이 되어라! (黒く塗れ!)》 - 제355화(제1236화) 《톤너먼트! (トンメナート)》 - 제356화(제1237화) 《마츠모토 춥다 (松本寒い)》 - 제357화(제1238화) 《하루오의 움직이지 않는 성 (ハルオの動かぬ城)》 - 제358화(제1239화) 《소룡 쌤의 봄 (春巻春)》 - 최종화(제359화)(제1240화) 《리뉴얼은 당황스러워! (リニューアルは恥ずかしい)》                                                                                    |
| 장하다! 원조 괴짜가족 (あっぱれ!浦安鉄筋家族) (괴짜가족 4기) (2018년~현재) |                                                                 | |
| 제1권(제84권)                                                              | 2018년 10월 5일 2020년 2월 14일                                 | - 제1화(제1241화) 《리뉴얼이라는 어둠의 의식 (リニューアルという闇の儀式)》 - 제2화(제1242화) 《파퀴아오 (パッキャオ)》 - 제3화(제1243화) 《오렌지 젤리 이야기 (オレンジゼリー物語)》 - 제4화(제1244화) 《패배를 알고 싶다! (敗北が知りたい)》 - 제5화(제1245화) 《코딱지 대결! (ハナクソキッズ)》 - 제6화(제1246화) 《리모트 컨트롤 (リモートウンコロール)》 - 제7화(제1247화) 《놀라는 죠스의 스필버그 (からかいジョーズのスピルバーグ)》 - 제8화(제1248화) 《연유라는 이름의 욕망 (練乳という名の欲望)》 - 제9화(제1249화) 《동네의 작은 분쟁 (浦安インシデント)》 - 제10화(제1250화) 《리플레이 소룡 쌤 (阿部インフィニティウォー)》 - 제11화(제1251화) 《마신 (カルガリー)》 - 제12화(제1252화) 《가방 놀이 (ショ・ウー)》 - 제13화(제1253화) 《적당히 스타 (酔っ払いの遊園地、新橋)》 - 제14화(제1254화) 《빗속의 우정 (雨リカ)》 - 제15화(제1255화) 《철인의 조건 (キヌーテーズ)》                                       |
| 제2권(제85권)                                                              | 2019년 1월 8일 2020년 3월 16일                                  | - 제16화(제1256화) 《카운트다운 타이머 (ナカトミビール)》 - 제17화(제1257화) 《숨겨진 요새의 세 여자 (隠し砦の三女子)》 - 제18화(제1258화) 《여름감기 (キャップちんちん)》 - 제19화(제1259화) 《만능 치료제 (じぬんがグログロ)》 - 제20화(제1260화) 《반인반어 (野良ミャオウォーター)》 - 제21화(제1261화) 《씨름 (鯉)》 - 제22화(제1262화) 《25주년 기념 포즈 (25年ぶりのキャラポーズ表紙)》 - 제23화(제1263화) 《신도 구제 못하는 가난 (プアプアガール)》 - 제24화(제1264화) 《히어로 노무 (ノムマヨ)》 - 제25화(제1265화) 《론과 쇼코 (論より証拠)》 - 제26화(제1266화) 《바퀴와의 전쟁 (用心無用11／鰤っ子（改訂版）)》 - 제27화(제1267화) 《코골이 (EBK)》 - 제28화(제1268화) 《꿈 (祝!すいません)》 - 제29화(제1269화) 《카프의 길 (カープのルーツ)》 - 제30화(제1270화) 《꿈을 꾸게 하는 벽 (壁さんの思い出)》 |
| 제3권(제86권)                                                              | 2019년 5월 8일 2020년 5월 13일                                  | - 제31화(제1271화) 《미이라에서 좀비까지 (浦安マミー)》 - 제32화(제1272화) 《헤비 멘톨 (約束の日が来た)》 - 제33화(제1273화) 《슈퍼 헤비 데님 (ツンパ)》 - 제34화(제1274화) 《가족의 무게 (甘机)》 - 제35화(제1275화) 《보름똥 (月の臭み)》 - 제36화(제1276화) 《신 폴리스 스토리 (新ラスト・ファイナル・ゴージャス・ポリス／ミラクル・ヨガ・新宿シャンハイ・プロジェクトREBORN2)》 - 제37화(제1277화) 《소룡의 겨울 (冬巻)》 - 제38화(제1278화) 《노무의 일상 (ワムのお話)》 - 제39화(제1279화) 《연하장 (ガンネ)》 - 제40화(제1280화) 《회춘 크림 (薬のリスク)》 - 제41화(제1281화) 《연과 함께 (野良タコ)》 - 제42화(제1282화) 《눈 소동! (雪崩式インディアンデスロック)》 - 제43화(제1283화) 《다운 재킷의 수난 (伊藤洋子物語)》 - 제44화(제1284화) 《에일리언 (中の人)》 - 제45화(제1285화) 《돌격! 고드름 (ラ・ラ・ツンド)》                                                                                              |
| 제4권(제87권)                                                              | 2019년 10월 8일 2020년 7월 15일                                 | - 제46화(제1286화) 《전기담요 (カイロ・レン物語)》 - 제47화(제1287화) 《마스크 오프! (マシュオプ)》 - 제48화(제1288화) 《냄새나는 가늘고 긴 기둥 (臭う細長い棒)》 - 제49화(제1289화) 《해피 화이트 데이! (ロイ・ホワイト物語)》 - 제50화(제1290화) 《모의 범행 (Uはオマエだ)》 - 제51화(제1291화) 《전라의 남자 (らーの男)》 - 제52화(제1292화) 《공포의 바 (バーの恐怖)》 - 제53화(제1293화) 《추억의 복면맨 (アッコ)》 - 제54화(제1294화) 《운수좋은 날! (メソッド縁起)》 - 제55화(제1295화) 《변태의 습격! (デムニ)》 - 제56화(제1296화) 《가끔은 둘이서 PART 12 (たまには2人で PART 13)》 - 제57화(제1297화) 《연장 12점 (延長12点)》 - 제58화(제1298화) 《다단 닷다단 (ダダンダッダダン)》 - 제59화(제1299화) 《명작은 영원하다 (ニップル伯爵は燃えているか…?!)》 - 제60화(제1300화) 《되는 날 (メイトーさん)》 |
| 제5권(제88권)                                                              | 2019년 12월 6일 2020년 9월 23일                                 | - 제61화(제1301화) 《정글 탐험 (続・壁さん／代理戦争)》 - 제62화(제1302화) 《젖은 머리 (濡毛)》 - 제63화(제1303화) 《야나기의 야나기 (柳の下の栁)》 - 제64화(제1304화) 《살랑살랑! (サラサラお肌)》 - 제65화(제1305화) 《동전 만드는 사나이 (子猫物語)》 - 제66화(제1306화) 《50주년 기념 (50周年ってことで)》 - 제67화(제1307화) 《폐가체험 (弁天岩)》 - 제68화(제1308화) 《신이 사랑하는 사나이 (下から読んでもしんぶんし)》 - 제69화(제1309화) 《프로젝트 D (プロジェクトD)》 - 제70화(제1310화) 《야키우 (ヤキウ)》 - 제71화(제1311화) 《우라야스 유원지 (浦安ゆうえんち)》 - 제72화(제1312화) 《지우개 향 (オイニー)》 - 제73화(제1313화) 《베이얀과 DBS (べーやんとキンチャン)》 - 제74화(제1314화) 《오오사와기 접착제 (大沢木ボンド)》 - 제75화(제1315화) 《탐정 고로 (アリオ)》 |
| 제6권(제89권)                                                              | 2020년 4월 8일 2020년 11월 25일                                 | - 제76화(제1316화) 《독서의 계절 (サモッ…)》 - 제77화(제1317화) 《아쿠타의 계절 (アクタ書店)》 - 제78화(제1318화) 《신세계 (チョモランマ1/2)》 - 제79화(제1319화) 《리사이클 (再利用)》 - 제80화(제1320화) 《마녀 돌아오다 (吸血鬼すぐ生き返る)》 - 제81화(제1321화) 《재투성이 전장 (誇り高き戦場)》 - 제82화(제1322화) 《진짜로 있었던 무서운 이야기 (本当にあった小岩話)》 - 제83화(제1323화) 《적외선 (つたこ)》 - 제84화(제1324화) 《챔피언스 (チャンピオンズ（ダークサイド編）)》 - 제85화(제1325화) 《투 캅스 (キリンラガーもう一本ちょうだい)》 - 제86화(제1326화) 《동심 (デリホー)》 - 제87화(제1327화) 《새해 복 많이 받으세요! (猫実デアボリカ)》 - 제88화(제1328화) 《전격 X 작전 (ハゲに塗れ!)》 - 제89화(제1329화) 《엘리자베스 (エリザベス)》 - 제90화(제1330화) 《독감 (浦安バックシート・オブ・マイカー)》 |
| 제7권(제90권)                                                              | 2020년 8월 20일 2021년 1월 29일                                 | - 제91화(제1331화) 《급식 정상 작전 (仁義なき闘い／給食頂上決戦)》 - 제92화(제1332화) 《눈 젖은 삼각김밥 (アナと雪玉)》 - 제93화(제1333화) 《멍청한 원숭이 이야기 (下品猿物語)》 - 제94화(제1334화) 《인생 대충대충 (腐ったミカン)》 - 제95화(제1335화) 《신 마스크 맨 (舞浜セントーン)》 - 제96화(제1336화) 《무언극 (用心無用12)》 - 제97화(제1337화) 《타코아시 (蛸の足)》 - 제98화(제1338화) 《디톡스 (地元の黙示録)》 - 제99화(제1339화) 《꽃가루 대전! (ド根性花粉)》 - 제100화(제1340화) 《스핀오프 (ワースターズ)》 - 제101화(제1341화) 《해피 버스데이! (NWF)》 - 제102화(제1342화) 《아기 코끼리 덤보 (ちむちむチェリー)》 - 제103화(제1343화) 《THE GREATEST SHOWMEN》 - 제104화(제1344화) 《생각나는 사람들 (件)》 - 제105화(제1345화) 《마스크 대전! (またマスクネタ!?ハイ…)》 |
| 제8권(제91권)                                                              | 2020년 12월 8일 2021년 4월 23일                                 | - 제106화(제1346화) 《폴리스 데스 매치! (汐留)》 - 제107화(제1347화) 《대탈주! (浦安ゾンゲリア)》 - 제108화(제1348화) 《전설의 어깨 (ダブルマロン ラリアット)》 - 제109화(제1349화) 《인생 B의 습격! (GB)》 - 제110화(제1350화) 《야구의 추억 (チャンピオンの21休さん)》 - 제111화(제1351화) 《사재기 금지! (J・C)》 - 제112화(제1352화) 《이불(상) (軍曹と将軍)》 - 제113화(제1353화) 《이불(하) (クローズ外伝)》 - 제114화(제1354화) 《비를 피하는 방법 (ビガロとバンディ)》 - 제115화(제1355화) 《우라야스 딜리버리스 (ケンとメリー)》 - 제116화(제1356화) 《친구를 사귀는 방법 (バセンジー)》 - 제117화(제1357화) 《2020 여름 (東野からハワイ)》 - 제118화(제1358화) 《스크롤 가족 (縦スクロール未対応)》 - 제119화(제1359화) 《투명인간 (名糖牛乳)》 - 제120화(제1360화) 《빈익빈 (野良ゲッティ)》 |
| 제9권(제92권)                                                              | 2021년 4월 8일 2021년 12월 15일                                 | - 제121화(제1361화) 《우리 동네 파이터! (浦安スタナー)》 - 제122화(제1362화) 《학교괴담 (盛り塩の唄)》 - 제123화(제1363화) 《그 때는... (雑誌が出る頃…)》 - 제124화(제1364화) 《소중한 것 (カクタス物語)》 - 제125화(제1365화) 《가격 인상 대란! (ゲアネ)》 - 제126화(제1366화) 《별에서 온 친구 (タローエンド)》 - 제127화(제1367화) 《과자 전문점의 특별한 하루 (ハロー・イチロー)》 - 제128화(제1368화) 《일탈 (アルカトラズの園)》 - 제129화(제1369화) 《새 친구 (浦安鉄筋家族・死刑囚編)》 - 제130화(제1370화) 《죽지 않는 사나이 (浜岡賢次 魂の叫び)》 - 제131화(제1371화) 《일일천하 (こりのつたこ)》 - 제132화(제1372화) 《어느 따뜻했던 날 (ホットポーはどこへ?)》 - 제133화(제1373화) 《별명 (ニック・ボック・ネーム)》 - 제134화(제1374화) 《크리스마스 파티! (赤鼻)》 - 제135화(제1375화) 《헌금 (生姜痛)》 |
| 제10권(제93권)                                                             | 2021년 7월 8일 2022년 7월 26일                                  | - 제136화(제1376화) 《새해 선물 (すくね)》 - 제137화(제1377화) 《시가렛&체리 (シガレット&チョリソー)》 - 제138화(제1378화) 《나사 빠진 날 (坂口)》 - 제139화(제1379화) 《야수 등장! (超獣君)》 - 제140화(제1380화) 《눈과 소룡 (雪巻)》 - 제141화(제1381화) 《데드엔드 초콜릿 (デッドエンドチョコレート)》 - 제142화(제1382화) 《혁명 (饅頭革命)》 - 제143화(제1383화) 《트랜스포머 (にょー)》 - 제144화(제1384화) 《사회적 거리두기 (皆マスカラス)》 - 제145화(제1385화) 《청소 로봇 출격! (バーホーベンの爺ボート)》 - 제146화(제1386화) 《가끔은 넷이서 (たまには4人で)》 - 제147화(제1387화) 《유성펜 이야기 (ショーン・ぺン物語)》 - 제148화(제1388화) 《4월이 되면 그녀는... (4月になれば彼女は)》 - 제149화(제1389화) 《이세계로... (れつ)》 - 제150화(제1390화) 《홈런왕 (バース・ローズ&カブレラ)》 |
| 제11권(제94권)                                                             | 2021년 11월 8일 2022년 10월 26일                                | - 제151화(제1391화) 《가구와 미로 (スンタ)》 - 제152화(제1392화) 《모전여전! (ビッグ・オー)》 - 제153화(제1393화) 《윙맨 (ウイングマン)》 - 제154화(제1394화) 《아빠와 산책을 (ヤマチャンから拝借)》 - 제155화(제1395화) 《이빨 빠진 호랑이 (ぬる虎)》 - 제156화(제1396화) 《부르르 (モミモミのりちゃん)》 - 제157화(제1397화) 《동상의 역습! (尿道より愛を込めて)》 - 제158화(제1398화) 《침묵의 태양 (沈黙の太陽)》 - 제159화(제1399화) 《왁도날드 (ナルホドナ)》 - 제160화(제1400화) 《가끔은 둘이서 PART 13 (たまには2人で PART 14)》 - 제161화(제1401화) 《말상 (馬面)》 - 제162화(제1402화) 《앨리 (7月中旬で暑いです)》 - 제163화(제1403화) 《도와줘요! 샌더스 (つな)》 - 제164화(제1404화) 《여름 청춘 (夏玉)》 - 제165화(제1405화) 《사자 공경! (ミヤネ)》 |

## CD 드라마
1996년 8월에 BMG 빅터(현: BMG JAPAN)에서 발매하였다. 감독은 아타베 카츠요시

### 내용
- 1화 : 미라(ミイラ)
- 2화 : 야신 먀오(野良ミャオ)
- 3화 : 시시한 녀석(へっぴり)
- 4화 : 키드(キド)
- 5화 : 번외편(番外編)

### 주제가
- ○▽□미래의 아이(○▽□未来の子)

노래 : 스리캣나이트(スリーキャットナイト)

## 애니메이션
1998년 6월 30일부터 8월 24일까지 일본 TBS에서 심야 애니메이션으로 방영되었다. 감독은 다이치 아케타로이며 전 33화로 방영되었다. 애니메이션화 당시 가장 문제가 되었던 것이 실제 인물 패러디가 너무 많아 방영하기가 어려웠기 때문에 이름이나 용모가 크게 변경되거나 등장하지 않았던 캐릭터도 상당히 많다.

1998년 7월 25일에 일어난 와카야마 독물 카레 사건으로 인하여 카레가 나오는 편은 방영되지 않았다.(추후 비디오 출시할 때 수록되었다.)

대한민국에서는 투니버스에서 2000년 ~ 2001년경에 더빙하여 15세 이상 시청가 또는 19세 이상 시청가로 방영하였다.
2014년 7월 6일부터 12월 21일까지 UHF 계열 방송국에서 언제나! 원조 괴짜가족의 타이틀로 애니메이션 2기가 방영되었다.
대한민국에서는 2015년 4월 6일 투니버스에서 언제나 괴짜가족이라는 이름으로 더빙하여 방영하였다.

### 원작과의 차이점
- 국회의원의 디자인이 안토니오 이노키에서 존 웨인으로 변경되었다. 이에 따라 애니메이션판의 국회의원은 외국인이라는 설정이 있어 대사의 수정을 엿볼 수 있다.
- 진마츠 고로의 이름을 우시미츠 토라고로(국내명:맹수봉)으로 변경되었다. 또, 디자인도 변경되었다.
- 아카네(국내명:아영)과 노부히코(국내명:재동)는 원작 초반과 방송시기의 머리모양이나 복장등의 용모가 차이나는 캐릭터는 원작의 디자인과 용모로 변경되었다. 코테츠(국내명:변태지)의 경우에는 머리모양이 바뀌는 이야기는 있지만 의상은 방송당시의 의상으로 변경되어 원작 초반에 입고 있던 의상은 등장하지 않는다.
- 원작에서는 모자이크 처리가 되지않은 하나마루키(국내명:동배만)의 고간이 방송에서는 모자이크처리가 되었다.
- 인분이 붉은색으로 변경되어있다.(방송 상의 사정으로 색깔을 바꾸었지만 이건.. 이라고 해설자가 이야기한다.)

### 방영 목록

#### 시즌1 (괴짜가족)
| 차례   | 부제                                       | 원제                              |
| ------ | ------------------------------------------ | --------------------------------- |
| 1회    | 떴다! 괴짜가족                             | 鼻毛な奴ら                        |
| 2회    | 엽기다!                                    | ドイツ人                          |
| 3회    | 이게 왠 변?!                               | あんとんナッツ                    |
| 4회    | 금연하지 맙시다.                           | 大鉄トゥワイライト                |
| 5회    | 태지 임자 만나다!                          | 転校人                            |
| 6회    | 수영장에서 변을 보고 만 태지 (국내 미방영) | 沈む肉                            |
| 7회    | 잡느냐 잡히느냐!                           | 春巻                              |
| 8회    | 집이 어디냐고요?!                          | ジャストンぴーなつ                |
| 9회    | 맹수봉 왕국                                | むつでゾーラム                    |
| 10회   | 엽기 열전!                                 | 歯肉女                            |
| 11회   | 동물이 너무 좋아!                          | ぶりちん                          |
| 12회   | 계란을 사수하라!                           | 卵争                              |
| 13회   | 아 봉!                                     | あっきゅー                        |
| 14회   | 서핑 소동!                                 | ダンボーラー                      |
| 15회   | 만화처럼 집짓기!                           | 新にーちゃんうーたん              |
| 16회   | 이대롱 생환기                              | 野良ミャオ                        |
| 17회   | 야구광 부자!                               | 梅星                              |
| 18회   | 남바3                                      | ふじまる                          |
| 19회   | 나도 감기에 걸렸으면 좋겠다                | 馬鹿サラダ                        |
| 20회   | 비디오로 웃기는 세상                       | どみそ                            |
| 21회   | 운수 좋은 날?                              | バイショー                        |
| 22회   | 이보다 더 처절할 수 없다                   | 野良P38                           |
| 23회   | 행복의 끝은...화장실?                      | 新ボンボンらむーん                |
| 24회   | 즐거운 소몰이 축제                         | 血の海                            |
| 25회   | 라면은 3분안에                             | 馬鹿者                            |
| 26회   | 이대롱 옥상 표류기                         | 新・野良ミャオ                    |
| 27회   | 슈퍼 응가맨                                | しんま                            |
| 제28회 | 타격왕 모둔치                              | 便乗太郎                          |
| 29회   | 청소하기 싫댔잖아!                         | よごれ                            |
| 30회   | 새로운 친구! (국내 미방영)                 | 新へっぴり                        |
| 31회   | 사소한 것에 목숨걸기!                      | 舟盛りの歌（「馬鹿夏」より）      |
| 32회   | 이대롱 이야기! (국내 미방영)               | あぁ...春巻さん物語フォーエバァー |
| 33회   | 카레라이스 비법 전수                       | 走れスジャータ（未放送）          |

#### 시즌2 (언제나! 원조 괴짜가족)
| 차례 | 부제                           | 원제                                  |
| ---- | ------------------------------ | ------------------------------------- |
| 1회  | 자동차가 고장난 태지네         | アドベンチャーファミリー/行徳を越えて |
| 2회  | 외눈박이 귀신이 된 엽기네 엄마 | 浦安マイヤーズ                        |
| 3회  | 보드가 된 납작 오징어          | 辛辣!イカ男                           |
| 4회  | 동배만 피규어                  | マルキーフィギュア                    |
| 5회  | 태지의 여름방학 파워           | 彼はお休み                            |
| 6회  | 전학생                         | どーもすいません                      |
| 7회  | 참관수업                       | 便乗してもいいですか?                 |
| 8회  | 공동묘지에 잠입한 이대롱       | 真・野良ミャオ                        |
| 9회  | 급식 많이 먹기 시합            | 甘い爪                                |
| 10회 | 보조바퀴가 박살난 자전거       | てる                                  |
| 11회 | 근사하다, 이대롱               | 素晴らしき哉、日本人!                 |
| 12회 | 대왕오징어 이야인기!           | 大王イカ物語                          |
| 13회 | 무서운 아기 인형               | イトーストーリー3                     |
| 14회 | 수상한 안경쟁이!               | ボーズ探偵                            |
| 15회 | 택시 귀신소동!                 | オスメント                            |
| 16회 | 하늘을 나는 토스트             | 遠い空のムタへ                        |
| 17회 | 포세이돈!                      | ポセイドン                            |
| 18회 | 점토공작                       | ヒカデン                              |
| 19회 | 택시를 박살 낸 뚱보 손님       | ノド輪                                |
| 20회 | 태지의 아기시절                | 食用ブリーフ                          |
| 21회 | 우산 소재                      | 傘ネタ、カーサ渡し                    |
| 22회 | 개들에게 쫓기는 태지 아빠      | トッカータと大鉄                      |
| 23회 | 먹으면 급노화가 오는 초콜릿!   | となりは花子さん                      |
| 24회 | 찬성이냐 반대냐                | 賛成の反対                            |
| 25회 | 총정리                         | ?                                     |

### 스태프
- 감독`구성 : 다이치 아케타로
- 기획 : 다나카 이치야
- 편집부 담당 : 이토 준
- 캐릭터 디자인 : 온지 마사유키
- 미술 감독 : 나카무라 타케시
- 색채 설정 : 마츠모토 신지
- 촬영 감독 : 요시다 미츠노부
- 편집 : 마츠무라 마사히로
- 음악 : 야마모토 하루히사
- 음향 제작 : 닥스 인터내셔널, 히라타 아키라
- 음악 제작 : 이스트 웨스트 재팬
- 애니메이션 제작 : 스튜디오 딘
- 제작 : TBS

### 목소리 출연
- 오오사와기 고테츠(변태지) : 이와츠보 리에(일)/ 이미자(한)
- 오오사와기 긴테츠(변만수) : 반도 나오키(일)/ 손종환(한)
- 오오사와기 다이테츠(변비조) : 마츠야마 타카시(일) / 이인성(한)
- 오오사와기 사쿠라(변새나) : 오카무라 아케미(일) / 이명선(한))[1]
- 오오사와기 하루오(변남새) : 이치조 카츠야(일) / 박지훈(한)(1998년판) / 권성혁(2014년판)
- 오오사와기 준코(나순자) : 아마노 유리(일) / 이자명(한)
- 오오사와기 유타(변마루) : 오오타니 이쿠에(일)
- 기쿠치 아카네(아영) : 고니시 히로코(일) / 이자명(한)
- 스즈키 후구오(퉁이) : 오오타니 이쿠에(일) / 김선혜(한)[2]
- 국회의원 : 이시이 코지(일) / 손종환(한)
- 도이츠 진(오엽기) : 이시이 코지(일) / 손종환(한)
- 진의 엄마 : 오카무라 아케미(일) / 양정화(한)
- 나카무라 타케시(울트라 군단 두목) : 마츠모토 요시로(일) / 박지훈(한)
- 니시카와 노리코(배채라) : 아라키 리에(일) / 양정화(한)
- 하루마키 류(이대롱 선생) : 이치조 카츠야(일) / 박지훈(한)(1998년판) / 한신(2014년판)
- 우시미츠 토라고로(맹수봉) : 반도 나오키(일) / 손종환(한)
- 나가사키야 나나코(여선생) : 이코마 하루미(일) / 김효선(한)
- 하나마루키(동배만) : 나이토 료(일) / 박지훈(한)(1998년판) / 김명준(2014년판)
- 우메보시 나미다(야던조) : 이코마 하루미(일) / 이명선(한)
- 우메보시 큐도(야구광) : 이노우에 카즈히코(일) / 이인성(한)
- 우에다 노부히코(재동) : 오카무라 아케미(일) / 김효선(한)

### 주제가
- 오프닝 : 한여름의 환상(マナツノマボロシ)

가수 : SHEEP
- 엔딩 : -I'll-

가수 : Dir en grey

## 텔레비전 드라마
2020년 4월부터 TV 도쿄에서 드라마 버전 방영을 시작했고, 현재 걸쳐 방영하고있다.